# 蔵人頭
蔵人頭（くろうどのとう）とは、日本の朝廷における令外官の役職で、蔵人所の実質的な長である。大同5年（810年）、蔵人所の設置に伴い、初代の蔵人頭に藤原冬嗣と巨勢野足が任命され、その後、天皇の首席秘書として、また公卿への昇進を約束された地位として、朝廷内に重要な位置を占めた。

## 概説
蔵人所の長官は大臣が兼任する「蔵人別当」であったが、これは名目的なもので、実務上は蔵人頭が蔵人および殿上人を指揮し、勅旨や上奏の伝達や、天皇身辺の世話等を取り仕切った。定員は2名。官位相当は無いが、四位または五位の者が補任され、次第に四位が主となった。殿上の首席に座を占めることから「貫首」（かんず、貫主の表記も）や、「鴛首（鵷首）」とも呼ばれた。また、蔵人として禁色の使用が許された。
蔵人は天皇の践祚に際しては職を解かれたが、次第に新天皇の蔵人・蔵人頭として再任される例も多くなった。また蔵人頭は、ほとんどの場合において、三位や参議に任じられた場合には離任した。参議に欠員が出た場合に離職して昇任することも多く、公卿への登竜門ともいえる役職となった。例外として在原行平は参議と蔵人頭を兼任し、藤原兼家は蔵人頭左中将のまま三位に叙せられ、中納言に昇任しても2か月の間、蔵人頭の職にあった。離任に際して後任を推挙した例として、源俊賢が当時無官であった藤原行成を推したことが知られている。
蔵人頭の本官は、初期より武官や弁官が多かったものの、これは天皇の近臣である有能な官人をあてたためと推測され、ほかにも式部省官人や内蔵寮官人、中宮亮や春宮亮、また無官（散位）等、さまざまであった。武官の中でも近衛次将と兼任する例が多く、10世紀頃までは近衛少将で補される例も見られたが、平安時代中期頃よりは、近衛中将の兼任が多くなった。もう一名は大弁または中弁を本官とする場合が増え、それぞれ「頭中将（とうのちゅうじょう）」、「頭弁（とうのべん）」と呼ばれた。平安時代末期には、おおむね頭中将と頭弁が1名ずつ任じられるようになったが、2名とも中将もしくは弁官である例や、他の官と兼任する例もあった。例えば、源俊賢が蔵人頭に就いたときは右中弁であったが、もう一人の蔵人頭が左中弁の源扶義であったため、頭弁が二人という状態になった。また、安元2年（1176年）12月5日の除目では、左中将藤原定能と右中将藤原光能が蔵人頭に任ぜられた。中将・弁官以外の職から選ばれる場合にも、それぞれの職にあわせて「頭亮（とうのりょう）」、「頭頭（とうのとう）」等と呼ばれた。
藤原俊憲の『貫首秘抄』には、武官である頭中将は「禁中万事」を申し行う、すなわち宮中における側近奉仕を担当し、文官である頭弁は「天下巨細」を執奏、すなわち天皇と太政官の間で政務に関する連絡を担当したと記される。平安時代中期以降、昇進コースや家格が固定していくにつれ、頭中将は上流貴族出身者が務めるのに対し、実務処理能力が重視された頭弁は、朝廷や摂関家政所において実務官僚を務めた勧修寺流・日野流などの藤原北家や、高棟流平氏などの中級貴族の家系から輩出されることが通例となった。14世紀半ば以降は、平氏の蔵人頭は任命されなくなり、頭弁は勧修寺流と日野流にほぼ独占された。
江戸時代には、頭中将は羽林家、頭弁は名家の独占であり、大臣家からは例外的に2名（慶長年間の正親町三条実有と寛政年間の中院通知）が頭中将に任じられたのみである一方、半家は六位蔵人しか出せないとされた。ただし、羽林家・名家においても、寛文印知の段階で150石に満たなかった家からは蔵人頭を輩出しておらず、家格の問題に加えて、有職故実や作法の心得、装束の用意を行うだけの財政的な余裕がある家で無いと務められなかった。また、旧家かつ内々衆から出すのが望ましいという考え方が強かったらしく、安永元年（1772年）に参議に昇進した東園基辰を最後に、新家からの任命は行われなくなった。また、元禄年間以降、外様衆からの補任は油小路家のみとなっている。一条家の家臣であった下橋敬長が大正年間に語ったところによれば、頭中将を出せる羽林家は、正親町家・滋野井家・姉小路家・清水谷家・四辻家・橋本家（以上閑院流）・中山家・今城家（以上花山院流）・中御門（松木）家・園家・東園家（以上中御門流）・鷲尾家・油小路家・櫛笥家（以上四条流）・庭田家の15軒、頭弁を出せる名家は、日野家・広橋家・柳原家・烏丸家（以上日野流）・甘露寺家・葉室家・勧修寺家・万里小路家・清閑寺家・中御門家・坊城家（以上勧修寺流）の11軒であった。また下橋によれば、弁官と五位蔵人を歴任してから蔵人頭となる頭弁は事務に長けていたが、頭中将は職務に通じないまま首座に任じられるため、実務に明るい頭弁や五位蔵人（当時は通例3名）から苛められ、中には鷲尾隆賢のように心労で亡くなる者もおり、「頭中将になると殺される」と言われていた。
また、室町時代には殿上人の首座として「殿上管領」の役職が生じ、多くは蔵人頭の一人が務めた。この時、管領を務める蔵人頭を「管領頭」、もう一人の蔵人頭を「傍頭」と呼んだ。管領頭は、位次にかかわらず、頭弁が務める例が多かったが、その地位を巡って相論が起きることもあった。また、管領頭と位の高い傍頭の間で座次をめぐっての争いもまま見られた。江戸時代に入ると、蔵人所別当と殿上管領は任命されなくなった。

## 蔵人頭一覧
在任者の交替の表現に主眼を置いているため、欄の左右に特に意味はない。ただし同時の就任等により表現可能な場合は、左が高位である。位階、官職、年齢は就任時のもので、その後の昇階や転任は省略した。また官職は京官を中心に1、2に限った。「管領」は殿上管領の地位を示す。

### 平安時代
| 天皇   | 着離任年月日      | 西暦 | 名（就任時の位階・主な官職・年齢）                       | 名（就任時の位階・主な官職・年齢）           |
| ------ | ----------------- | ---- | -------------------------------------------------------- | -------------------------------------------- |
| 嵯峨   | 弘仁元年3月10日   | 810  | 巨勢野足（正四位下、左中将、62歳）                       | 藤原冬嗣（従四位下、右少弁、36歳）           |
| 嵯峨   | 弘仁元年9月11日   | 810  | —                                                        | 藤原冬嗣（従四位下、右少弁、36歳）           |
| 嵯峨   | 弘仁2年1月29日    | 811  | —                                                        | —                                            |
| 嵯峨   | 弘仁2年2月27日    | 811  | 藤原三守（従五位上、右少将?、27歳）                      | 良岑安世（従五位下、左少弁、27歳）           |
| 嵯峨   | 弘仁7年10月27日   | 816  | —                                                        | —                                            |
| 嵯峨   | 弘仁7年11月       | 816  | 藤原貞嗣（従四位上、皇后宮大夫、58歳）                   | 直世王（正五位下、右京大夫、41歳）           |
| 嵯峨   | 弘仁10年3月1日    | 819  | —                                                        | 直世王（正五位下、右京大夫、41歳）           |
| 嵯峨   | 弘仁10年3月       | 819  | 橘常主（従五位下、権左少弁、33歳）                       | 直世王（正五位下、右京大夫、41歳）           |
| 嵯峨   | 弘仁12年1月9日    | 821  | 橘常主（従五位下、権左少弁、33歳）                       | —                                            |
| 嵯峨   | 弘仁12年1月       | 821  | 橘常主（従五位下、権左少弁、33歳）                       | 坂田永河（従五位上、右少将・右中弁、45歳）   |
| 嵯峨   | 弘仁13年3月20日   | 822  | —                                                        | 坂田永河（従五位上、右少将・右中弁、45歳）   |
| 嵯峨   | 弘仁13年3月       | 822  | 橘氏公（従四位上、右衛門督、36歳）                       | 藤原道雄（従四位下、右大弁、52歳）           |
| 嵯峨   | 弘仁14年1月       | 823  | 佐伯永継（正四位下）                                     | 朝野鹿取（従四位下、中務大輔、50歳）         |
| 淳和   | 弘仁14年4月17日   | 823  | 朝野鹿取（従四位下、中務大輔、50歳）                     | 清原夏野（正五位下、下総守、42歳）           |
| 淳和   | 弘仁14年6月       | 823  | 橘長谷麿（従四位下、弾正大弼、45歳）                     | 清原夏野（正五位下、下総守、42歳）           |
| 淳和   | 弘仁14年11月25日  | 823  | 橘長谷麿（従四位下、弾正大弼、45歳）                     | —                                            |
| 淳和   | 天長元年2月9日    | 824  | —                                                        | —                                            |
| 淳和   | 天長元年6月       | 824  | 藤原綱継（従四位上、左兵衛督、62歳）                     | 藤原愛発（従四位下、右中弁、37歳）           |
| 淳和   | 天長2年7月1日     | 825  | —                                                        | 藤原愛発（従四位下、右中弁、37歳）           |
| 淳和   | 天長2年7月        | 825  | 三原春上（従四位下、兵部大輔、52歳）                     | 藤原愛発（従四位下、右中弁、37歳）           |
| 淳和   | 天長3年2月3日     | 826  | 三原春上（従四位下、兵部大輔、52歳）                     | —                                            |
| 淳和   | 天長3年2月        | 826  | 三原春上（従四位下、兵部大輔、52歳）                     | 藤原吉野（従五位上、左少弁・左少将、41歳）   |
| 淳和   | 天長5年1月        | 828  | 藤原浄本（従四位下、大舎人頭、59歳）                     | 藤原吉野（従五位上、左少弁・左少将、41歳）   |
| 淳和   | 天長5年5月27日    | 828  | 藤原浄本（従四位下、大舎人頭、59歳）                     | —                                            |
| 淳和   | 天長5年6月        | 828  | 藤原浄本（従四位下、大舎人頭、59歳）                     | 文室秋津（従四位下、左中将、42歳）           |
| 淳和   | 天長6年11月       | 829  | —                                                        | 文室秋津（従四位下、左中将、42歳）           |
| 淳和   | 天長7年1月13日    | 830  | —                                                        | —                                            |
| 淳和   | 天長7年8月        | 830  | 藤原常嗣（正五位下、刑部少輔、35歳）                     | —                                            |
| 淳和   | 天長8年7月11日    | 832  | —                                                        | —                                            |
| 淳和   | 天長8年7月        | 832  | 藤原家雄（従四位下、左兵衛督、33歳）                     | 藤原助（従五位下、春宮亮、33歳）             |
| 淳和   | 天長9年3月20日    | 833  | —                                                        | 藤原助（従五位下、春宮亮、33歳）             |
| 淳和   | 天長9年4月        | 833  | 橘弟氏（従四位下）                                       | 藤原助（従五位下、春宮亮、33歳）             |
| 仁明   | 天長10年2月4日    | 834  | 藤原良房（従五位下、左少将、30歳）                       | —                                            |
| 仁明   | 天長10年3月       | 834  | 藤原良房（従五位下、左少将、30歳）                       | 安倍安仁（従五位上、41歳）                   |
| 仁明   | 承和元年7月9日    | 834  | —                                                        | 安倍安仁（従五位上、41歳）                   |
| 仁明   | 承和元年7月       | 834  | 清原滝雄（従四位下、雅楽頭、36歳）                       | 安倍安仁（従五位上、41歳）                   |
| 仁明   | 承和5年1月10日    | 838  | 清原滝雄（従四位下、雅楽頭、36歳）                       | —                                            |
| 仁明   | 承和5年6月        | 838  | 清原滝雄（従四位下、雅楽頭、36歳）                       | 藤原衛（従四位下、式部大輔）                 |
| 仁明   | 承和7年2月        | 840  | —                                                        | 藤原衛（従四位下、式部大輔）                 |
| 仁明   | 承和7年3月        | 840  | 藤原長良（従四位下、左馬頭、39歳）                       | 藤原衛（従四位下、式部大輔）                 |
| 仁明   | 承和9年1月13日    | 842  | 藤原長良（従四位下、左馬頭、39歳）                       | —                                            |
| 仁明   | 承和9年1月        | 842  | 藤原長良（従四位下、左馬頭、39歳）                       | 橘岑継（従四位下、左中将・兵部大輔、39歳）   |
| 仁明   | 承和11年1月11日   | 844  | —                                                        | —                                            |
| 仁明   | 承和11年1月       | 844  | 藤原良相（正五位下、左少将、28歳）                       | —                                            |
| 仁明   | 承和11年12月      | 845  | 藤原良相（正五位下、左少将、28歳）                       | 橘氏人（正四位下、神祇伯）                   |
| 仁明   | 承和12年7月4日    | 845  | 藤原良相（正五位下、左少将、28歳）                       | —                                            |
| 仁明   | 承和12年7月       | 845  | 藤原良相（正五位下、左少将、28歳）                       | 小野篁（従四位下、東宮学士・式部少輔、44歳） |
| 仁明   | 承和14年1月12日   | 847  | 藤原良相（正五位下、左少将、28歳）                       | —                                            |
| 仁明   | 承和14年1月       | 847  | 藤原良相（正五位下、左少将、28歳）                       | 伴善男（従五位上、右少弁、37歳）             |
| 仁明   | 承和15年1月10日   | 848  | —                                                        | 伴善男（従五位上、右少弁、37歳）             |
| 仁明   | 承和15年1月       | 848  | 良岑宗貞（正五位下、右少将、32歳）                       | 伴善男（従五位上、右少弁、37歳）             |
| 仁明   | 承和15年2月2日    | 848  | 良岑宗貞（正五位下、右少将、32歳）                       | —                                            |
| 仁明   | 承和15年2月       | 848  | 良岑宗貞（正五位下、右少将、32歳）                       | 藤原嗣宗（従四位上、左中弁、61歳）           |
| 仁明   | 嘉祥2年11月29日   | 849  | 良岑宗貞（正五位下、右少将、32歳）                       | —                                            |
| 仁明   | 嘉祥2年12月       | 849  | 良岑宗貞（正五位下、右少将、32歳）                       | 橘真直（従五位上、右少将、34歳）             |
| 文徳   | 嘉祥3年3月21日    | 850  | —                                                        | —                                            |
| 文徳   | 嘉祥3年4月        | 850  | 藤原氏宗（従四位下、右中弁、41歳）                       | 清原峯成（従四位下、左中弁、52歳）           |
| 文徳   | 仁寿元年12月25日  | 852  | 橘真直（正五位下、相模権守、36歳）                       | 清原峯成（従四位下、左中弁、52歳）           |
| 文徳   | 仁寿2年2月28日    | 852  | 橘真直（正五位下、相模権守、36歳）                       | 藤原貞守（従四位下、左中弁、55歳）           |
| 文徳   | 仁寿2年6年20日    | 852  | —                                                        | 藤原貞守（従四位下、左中弁、55歳）           |
| 文徳   | 仁寿2年7月        | 852  | 藤原良縄（従五位下、内蔵権助、39歳）                     | 藤原貞守（従四位下、左中弁、55歳）           |
| 文徳   | 仁寿3年8月8日     | 853  | 藤原良縄（従五位下、内蔵権助、39歳）                     | —                                            |
| 文徳   | 仁寿3年9月        | 853  | 藤原良縄（従五位下、内蔵権助、39歳）                     | 橘海雄（従五位上、左中弁）                   |
| 文徳   | 斉衡3年5月        | 856  | 藤原良縄（従五位下、内蔵権助、39歳）                     | —                                            |
| 文徳   | 斉衡3年6月        | 856  | 藤原良縄（従五位下、内蔵権助、39歳）                     | 南淵年名（従五位上、式部少輔、49歳）         |
| 清和   | 天安2年8月27日    | 858  | —                                                        | —                                            |
| 清和   | 天安2年10月       | 858  | 藤原基経（従五位上、左少将・少納言、23歳）               | 藤原常行（従五位下、右少将、23歳）           |
| 清和   | 貞観6年1月16日    | 864  | —                                                        | —                                            |
| 清和   | 貞観6年1月        | 864  | 藤原良世（従四位上、皇太后宮大夫、43歳）                 | 藤原興邦（正五位下、内蔵権頭）               |
| 清和   | 貞観7年3月        | 865  | 藤原良世（従四位上、皇太后宮大夫、43歳）                 | —                                            |
| 清和   | 貞観7年4月        | 865  | 藤原良世（従四位上、皇太后宮大夫、43歳）                 | 良岑清風（従四位下、近江権守）               |
| 清和   | 貞観8年10月       | 866  | 藤原良世（従四位上、皇太后宮大夫、43歳）                 | —                                            |
| 清和   | 貞観8年11月       | 866  | 藤原良世（従四位上、皇太后宮大夫、43歳）                 | 源興（従四位上、右中将、39歳）               |
| 清和   | 貞観10年10月4日   | 868  | 藤原良世（従四位上、皇太后宮大夫、43歳）                 | 藤原家宗（従四位下、左中弁、52歳）           |
| 清和   | 貞観12年1月13日   | 870  | —                                                        | 藤原家宗（従四位下、左中弁、52歳）           |
| 清和   | 貞観12年1月       | 870  | 藤原仲統（従四位上、兵部大輔、52歳）                     | 藤原家宗（従四位下、左中弁、52歳）           |
| 清和   | 貞観13年3月2日    | 871  | 藤原仲統（従四位上、兵部大輔、52歳）                     | 源舒（従四位下、左中将、44歳）               |
| 清和   | 貞観14年8月25日   | 872  | 在原行平（正四位下、参議・左兵衛督・検非違使別当、55歳） | 源舒（従四位下、左中将、44歳）               |
| 清和   | 貞観15年12月18日  | 874  | 源直（従四位下、左中弁、44歳）                           | 源舒（従四位下、左中将、44歳）               |
| 清和   | 貞観17年2月       | 875  | 藤原山陰（従四位下、右少将、52歳）                       | 源舒（従四位下、左中将、44歳）               |
| 清和   | 貞観17年9月7日    | 875  | 藤原山陰（従四位下、右少将、52歳）                       | 藤原諸葛（従四位下、兵部大輔、51歳）         |
| 陽成   | 貞観18年11月29日  | 876  | —                                                        | —                                            |
| 陽成   | 貞観19年2月       | 877  | 藤原国経（従四位下、左馬頭、50歳）                       | 橘広相（正五位上、式部大輔、41歳）           |
| 陽成   | 元慶3年9月        | 879  | 藤原国経（従四位下、左馬頭、50歳）                       | —                                            |
| 陽成   | 元慶3年11月11日   | 879  | 藤原国経（従四位下、左馬頭、50歳）                       | 在原業平（従四位上、右中将、55歳）           |
| 陽成   | 元慶4年5月28日    | 880  | 藤原国経（従四位下、左馬頭、50歳）                       | —                                            |
| 陽成   | 元慶4年6月?       | 880  | 藤原国経（従四位下、左馬頭、50歳）                       | 藤原春景（従四位下、権左中弁）               |
| 陽成   | 元慶4年9月9日     | 880  | 藤原国経（従四位下、左馬頭、50歳）                       | —                                            |
| 陽成   | 元慶4年10月       | 880  | 藤原国経（従四位下、左馬頭、50歳）                       | 藤原有実（正五位下、左少将、33歳）           |
| 陽成   | 元慶6年2月3日     | 882  | —                                                        | —                                            |
| 陽成   | 元慶6年2月        | 882  | 源興基（従四位上、左中将、29歳）                         | 藤原遠経（従四位下、左少将・権左中弁）       |
| 光孝   | 元慶8年2月4日     | 884  | 藤原秀道（従四位下、中宮大夫）                           | 藤原遠経（従四位下、権左中弁）               |
| 光孝   | 元慶8年4月        | 884  | —                                                        | 藤原遠経（従四位下、権左中弁）               |
| 光孝   | 元慶8年6月        | 884  | 平正範（従四位下、右少将）                               | 藤原遠経（従四位下、権左中弁）               |
| 光孝   | 仁和2年8月        | 886  | 平正範（従四位下、右少将）                               | 藤原有穂（正五位下、左中弁・左少将、49歳）   |
| 宇多   | 仁和3年8月26日    | 887  | 藤原時平（従四位下、右中将、17歳）                       | 藤原高経（正五位下、左衛門佐）               |
| 宇多   | 寛平2年9月        | 890  | 藤原時平（従四位下、右中将、17歳）                       | —                                            |
| 宇多   | 寛平2年9月20日    | 890  | 藤原時平（従四位下、右中将、17歳）                       | 源湛（従四位下、右中将、46歳）               |
| 宇多   | 寛平2年11月28日   | 891  | —                                                        | 源湛（従四位下、右中将、46歳）               |
| 宇多   | 寛平3年2月29日    | 891  | 菅原道真（正五位下、47歳）                               | 源湛（従四位下、右中将、46歳）               |
| 宇多   | 寛平5年2月16日    | 893  | —                                                        | —                                            |
| 宇多   | 寛平5年2月22日    | 893  | 源希（従四位下、右中将、44歳）                           | 源昇（従四位下、左中弁、35歳）               |
| 宇多   | 寛平7年10月26日   | 895  | —                                                        | —                                            |
| 宇多   | 寛平7年10月29日   | 895  | 在原友于（従四位下、修理大夫）                           | 藤原敏行（正五位下、右中将）                 |
| 宇多   | 寛平8年4月7日     | 896  | 在原友于（従四位下、修理大夫）                           | 平季長（正五位下、左中弁）                   |
| 宇多   | 寛平9年5月25日    | 897  | 在原友于（従四位下、修理大夫）                           | —                                            |
| 宇多   | 寛平9年5月27日    | 897  | 在原友于（従四位下、修理大夫）                           | 藤原定国（従四位下、左少将、32歳）           |
| 醍醐   | 寛平9年7月3日     | 897  | —                                                        | —                                            |
| 醍醐   | 寛平9年7月5日     | 897  | 平季長（従四位下、右大弁）                               | 藤原定国（従四位下、左中将、32歳）           |
| 醍醐   | 寛平9年7月22日    | 897  | —                                                        | 藤原定国（従四位下、左中将、32歳）           |
| 醍醐   | 昌泰2年2月14日    | 899  | —                                                        | —                                            |
| 醍醐   | 昌泰2年3月28日    | 899  | 在原友于（従四位上、左中将・修理大夫）                   | —                                            |
| 醍醐   | 昌泰3年1月28日    | 900  | —                                                        | —                                            |
| 醍醐   | 昌泰3年1月29日    | 900  | 藤原菅根（従五位上、式部少輔、45歳）                     | —                                            |
| 醍醐   | 昌泰4年3月19日    | 901  | 藤原菅根（従五位上、式部少輔、45歳）                     | 藤原仲平（従四位上、左中将、27歳）           |
| 醍醐   | 延喜8年1月12日    | 908  | —                                                        | 藤原仲平（従四位上、左中将、27歳）           |
| 醍醐   | 延喜8年2月23日    | 908  | —                                                        | —                                            |
| 醍醐   | 延喜9年5月11日    | 909  | 藤原清貫（従四位下、左中弁）                             | —                                            |
| 醍醐   | 延喜10年1月13日   | 910  | —                                                        | —                                            |
| 醍醐   | 延喜12年1月20日   | 912  | 藤原恒佐（従四位下、左少将、34歳）                       | —                                            |
| 醍醐   | 延喜15年6月25日   | 915  | —                                                        | —                                            |
| 醍醐   | 延喜15年8月19日   | 915  | 良岑衆樹（従四位上、右中将、54歳）                       | —                                            |
| 醍醐   | 延喜17年1月29日   | 917  | —                                                        | —                                            |
| 醍醐   | 延喜17年8月28日   | 917  | 藤原兼輔（正五位下、左少将、41歳）                       | —                                            |
| 醍醐   | 延喜21年1月30日   | 921  | —                                                        | —                                            |
| 醍醐   | 延喜21年3月8日    | 921  | 平伊望（従四位下、左少将、41歳）                         | —                                            |
| 醍醐   | 延長5年1月12日    | 927  | —                                                        | —                                            |
| 醍醐   | 延長5年2月9日     | 927  | 源英明（従四位上、右中将）                               | 平時望（従四位下、修理大夫、51歳）           |
| 醍醐   | 延長8年1月29日    | 930  | —                                                        | —                                            |
| 醍醐   | 延長8年8月25日    | 930  | 藤原実頼（従四位下、右中将、31歳）                       | —                                            |
| 朱雀   | 延長8年9月22日    | 930  | —                                                        | —                                            |
| 朱雀   | 延長8年9月25日    | 930  | 藤原実頼（従四位下、右中将、31歳）                       | —                                            |
| 朱雀   | 延長9年3月12日    | 931  | —                                                        | —                                            |
| 朱雀   | 承平元年閏5月11日 | 931  | 藤原師輔（従五位上、右少将、24歳）                       | —                                            |
| 朱雀   | 承平5年2月24日    | 935  | —                                                        | —                                            |
| 朱雀   | 承平5年2月28日    | 935  | 藤原敦忠（従四位下、左中将、30歳）                       | —                                            |
| 朱雀   | 天慶2年8月27日    | 939  | —                                                        | —                                            |
| 朱雀   | 天慶3年10月5日    | 940  | 藤原師氏（従四位下、左少将、28歳）                       | —                                            |
| 朱雀   | 天慶4年3月15日    | 941  | 藤原師氏（従四位下、左少将、28歳）                       | 源相職（従四位下、内蔵頭、41歳）             |
| 朱雀   | 天慶6年4月9日     | 943  | 藤原師氏（従四位下、左少将、28歳）                       | —                                            |
| 朱雀   | 天慶7年4月9日     | 944  | —                                                        | —                                            |
| 朱雀   | 天慶7年4月12日    | 944  | 藤原師尹（従四位下、右中弁・左兵衛佐、25歳）             | —                                            |
| 朱雀   | 天慶8年11月25日   | 945  | —                                                        | —                                            |
| 村上   | 天慶9年4月26日    | 946  | 平随時（従四位下、修理大夫、57歳）                       | —                                            |
| 村上   | 天暦2年1月30日    | 948  | —                                                        | —                                            |
| 村上   | 天暦2年2月19日    | 948  | 源雅信（従四位上、右中将、29歳）                         | 藤原有相（従四位下、右中弁・内蔵頭、41歳）   |
| 村上   | 天暦5年1月30日    | 951  | —                                                        | 藤原有相（従四位下、右中弁・内蔵頭、41歳）   |
| 村上   | 天暦9年7月24日    | 955  | —                                                        | —                                            |
| 村上   | 天暦9年8月17日    | 955  | 藤原朝成（従四位下、右中将、39歳）                       | 藤原伊尹（従四位下、左中将、32歳）           |
| 村上   | 天徳2年閏7月28日  | 958  | —                                                        | 藤原伊尹（従四位下、左中将、32歳）           |
| 村上   | 天徳4年8月22日    | 960  | —                                                        | —                                            |
| 村上   | 天徳4年9月16日    | 960  | 源延光（従四位上、右兵衛督、34歳）                       | －                                           |
| 村上   | 康保3年9月18日    | 966  | —                                                        | －                                           |
| 村上   | 康保3年11月9日    | 966  | 藤原文範（従四位上、右大弁・内蔵頭、58歳）               | －                                           |
| 村上   | 康保4年1月20日    | 967  | —                                                        | －                                           |
| 村上   | 康保4年1月25日    | 967  | 藤原兼通（従四位下、内蔵頭、43歳）                       | 藤原済時（従四位下、右中弁、27歳）           |
| 冷泉   | 康保4年5月25日    | 967  | —                                                        | —                                            |
| 冷泉   | 康保4年6月10日    | 967  | 藤原兼家（従四位上、左京大夫、39歳）                     | —                                            |
| 冷泉   | 康保4年7月16日    | 967  | 藤原兼家（従四位上、左京大夫、39歳）                     | 藤原済時（従四位下、右中弁、27歳）           |
| 冷泉   | 安和2年4月11日    | 969  | —                                                        | 藤原済時（従四位下、右中弁、27歳）           |
| 冷泉   | 安和2年5月7日     | 969  | 藤原元輔（従四位上、左中将、54歳）                       | 藤原済時（従四位下、右中弁、27歳）           |
| 円融   | 安和2年8月13日    | 969  | —                                                        | —                                            |
| 円融   | 安和2年8月19日    | 969  | 藤原元輔（従四位上、左中将、54歳）                       | 源保光（従四位上、右大弁・式部大輔、46歳）   |
| 円融   | 安和2年10月14日   | 969  | 藤原為光（従四位上、左中弁・内蔵頭、28歳）               | 源保光（従四位上、右大弁・式部大輔、46歳）   |
| 円融   | 天禄元年8月5日    | 970  | 藤原為光（従四位上、左中弁・内蔵頭、28歳）               | —                                            |
| 円融   | 天禄元年8月6日    | 970  | 藤原為光（従四位上、左中弁・内蔵頭、28歳）               | 源惟正（従四位下、右中将・春宮亮、43歳）     |
| 円融   | 天禄元年12月30日  | 970  | —                                                        | 源惟正（従四位下、右中将・春宮亮、43歳）     |
| 円融   | 天禄3年1月26日    | 972  | 藤原挙賢（従五位上、左少将、20歳）                       | 源惟正（従四位下、右中将・春宮亮、43歳）     |
| 円融   | 天延2年2月7日     | 974  | 藤原挙賢（従五位上、左少将、20歳）                       | —                                            |
| 円融   | 天延2年2月8日     | 974  | 藤原挙賢（従五位上、左少将、20歳）                       | 藤原朝光（従四位下、右中将、24歳）           |
| 円融   | 天延2年4月10日    | 974  | 藤原挙賢（従五位上、左少将、20歳）                       | 源伊陟（従四位下、右中弁、37歳）             |
| 円融   | 天延2年9月16日    | 974  | —                                                        | 源伊陟（従四位下、右中弁、37歳）             |
| 円融   | 天延2年10月5日    | 974  | 藤原顕光（従五位上、左衛門督、31歳）                     | 源伊陟（従四位下、右中弁、37歳）             |
| 円融   | 天延3年11月27日   | 974  | 藤原時光（従四位下、右中将、28歳）                       | 源伊陟（従四位下、右中弁、37歳）             |
| 円融   | 貞元元年12月23日  | 976  | —                                                        | 源伊陟（従四位下、右中弁、37歳）             |
| 円融   | 貞元2年4月24日    | 976  | 大江斉光（正四位下、44歳）                               | 源正清（従四位上、左中将）                   |
| 円融   | 天元4年1月29日    | 981  | —                                                        | 源正清（従四位上、左中将）                   |
| 円融   | 天元4年2月17日    | 981  | 藤原実資（従四位上、右少将、25歳）                       | 源正清（従四位上、左中将）                   |
| 花山   | 永観2年8月27日    | 984  | 藤原実資（従四位上、左中将、28歳）                       | 藤原義懐（従四位上、侍従、28歳）             |
| 花山   | 永観2年10月10日   | 984  | 藤原実資（従四位上、左中将、28歳）                       | 藤原誠信（従四位上、左少将、21歳）           |
| 一条   | 寛和2年6月23日    | 986  | 藤原安親（従四位上、65歳）                               | 藤原道兼（正五位下、左少弁、26歳）           |
| 一条   | 寛和2年7月20日    | 986  | 藤原安親（従四位上、65歳）                               | 藤原誠信（正四位下、右中将、23歳）           |
| 一条   | 永延元年11月11日  | 987  | 藤原実資（正四位下、左中将、31歳）                       | 藤原誠信（正四位下、右中将、23歳）           |
| 一条   | 永延2年2月27日    | 988  | 藤原実資（正四位下、左中将、31歳）                       | 藤原懐忠（正四位下、左大弁、54歳）           |
| 一条   | 永延3年2月23日    | 989  | 藤原公任（正四位下、左中将、24歳）                       | 藤原懐忠（正四位下、左大弁、54歳）           |
| 一条   | 永延3年7月13日    | 989  | 藤原公任（正四位下、左中将、24歳）                       | —                                            |
| 一条   | 永祚元年10月8日   | 989  | 藤原公任（正四位下、左中将、24歳）                       | 藤原道頼（正四位下、左中将、19歳）           |
| 一条   | 永祚2年5月13日    | 990  | 藤原公任（正四位下、左中将、24歳）                       | —                                            |
| 一条   | 永祚2年5月14日    | 990  | 藤原公任（正四位下、左中将、24歳）                       | 藤原在国（正四位下、右大弁、48歳）           |
| 一条   | 永祚2年8月30日    | 990  | 藤原公任（正四位下、左中将、24歳）                       | —                                            |
| 一条   | 永祚2年9月1日     | 990  | 藤原公任（正四位下、左中将、24歳）                       | 藤原伊周（従四位上、右中将、17歳）           |
| 一条   | 正暦2年1月26日    | 991  | 藤原公任（正四位下、左中将、24歳）                       | 平惟仲（正四位下、右大弁、48歳）             |
| 一条   | 正暦2年3月25日    | 991  | 藤原公任（正四位下、左中将、24歳）                       | 源扶義（従四位下、左中弁、41歳）             |
| 一条   | 正暦3年8月28日    | 992  | 源俊賢（正五位下、右中弁、33歳）                         | 源扶義（従四位下、左中弁、41歳）             |
| 一条   | 正暦5年8月28日    | 994  | 源俊賢（正五位下、右中弁、33歳）                         | 藤原斉信（従四位上、左中将、28歳）           |
| 一条   | 長徳元年8月29日   | 995  | 藤原行成（従四位下、24歳）                               | 藤原斉信（従四位上、左中将、28歳）           |
| 一条   | 長徳2年4月24日    | 996  | 藤原行成（従四位下、24歳）                               | 藤原正光（正四位下、左中将、40歳）           |
| 一条   | 長保3年8月25日    | 1001 | 源経房（従四位上、左中将、33歳）                         | 藤原正光（正四位下、左中将、40歳）           |
| 一条   | 長保6年2月26日    | 1004 | 源経房（従四位上、左中将、33歳）                         | 藤原実成（正四位下、右中将、30歳）           |
| 一条   | 寛弘2年6月19日    | 1005 | 源頼定（従四位上、左中将、29歳）                         | 藤原実成（正四位下、右中将、30歳）           |
| 一条   | 寛弘5年1月28日    | 1008 | 源頼定（従四位上、左中将、29歳）                         | 源道方（正四位下、左中弁、41歳）             |
| 一条   | 寛弘6年3月20日    | 1009 | 藤原公信（従四位上、右中将、33歳）                       | 源道方（正四位下、左中弁、41歳）             |
| 三条   | 寛弘8年6月13日    | 1011 | 源道方（正四位上、右大弁、44歳）                         | 藤原通任（従四位上、右馬頭、39歳）           |
| 三条   | 寛弘8年12月18日   | 1012 | 源道方（正四位上、右大弁、44歳）                         | —                                            |
| 三条   | 寛弘8年12月25日   | 1012 | 源道方（正四位上、右大弁、44歳）                         | 藤原公信（正四位下、左中将、35歳）           |
| 三条   | 寛弘9年12月16日   | 1013 | —                                                        | 藤原公信（正四位下、左中将、35歳）           |
| 三条   | 寛弘9年12月20日   | 1013 | 藤原朝経（正四位下、右大弁、40歳）                       | 藤原公信（正四位下、左中将、35歳）           |
| 三条   | 長和2年10月23日   | 1013 | 藤原朝経（正四位下、右大弁、40歳）                       | 藤原能信（従四位上、左中将、19歳）           |
| 三条   | 長和3年5月16日    | 1014 | 藤原朝経（正四位下、右大弁、40歳）                       | 藤原兼綱（従四位上、民部権大輔、27歳）       |
| 三条   | 長和4年2月18日    | 1015 | 藤原資平（従四位上、左中将、29歳）                       | 藤原兼綱（従四位上、民部権大輔、27歳）       |
| 後一条 | 長和5年1月29日    | 1016 | 藤原資平（正四位下、左中将、30歳）                       | 藤原道雅（従四位下、左中将、25歳）           |
| 後一条 | 長和5年2月6日     | 1016 | 藤原資平（正四位下、左中将、30歳）                       | —                                            |
| 後一条 | 長和5年2月8日     | 1016 | 藤原資平（正四位下、左中将、30歳）                       | 藤原経通（正四位下、左中弁、35歳）           |
| 後一条 | 長和6年3月4日     | 1017 | —                                                        | 藤原経通（正四位下、左中弁、35歳）           |
| 後一条 | 長和6年3月6日     | 1017 | 藤原定頼（従四位下、右中弁、23歳）                       | 藤原経通（正四位下、左中弁、35歳）           |
| 後一条 | 寛仁3年12月21日   | 1020 | 藤原定頼（従四位下、右中弁、23歳）                       | 源朝任（正四位下、左中将、31歳）             |
| 後一条 | 寛仁4年11月29日   | 1020 | —                                                        | 源朝任（正四位下、左中将、31歳）             |
| 後一条 | 寛仁4年12月6日    | 1020 | 藤原公成（正四位下、右中将、22歳）                       | 源朝任（正四位下、左中将、31歳）             |
| 後一条 | 治安3年12月15日   | 1024 | 藤原公成（正四位下、右中将、22歳）                       | 源顕基（従四位上、右中将、24歳）             |
| 後一条 | 万寿3年10月6日    | 1026 | —                                                        | 源顕基（従四位上、右中将、24歳）             |
| 後一条 | 万寿3年10月9日    | 1026 | 藤原重尹（正四位下、右大弁、43歳）                       | 源顕基（従四位上、右中将、24歳）             |
| 後一条 | 長元2年1月24日    | 1029 | —                                                        | —                                            |
| 後一条 | 長元2年1月28日    | 1029 | 源経頼（正四位下、右大弁、54歳）                         | 源隆国（従四位上、右中将、26歳）             |
| 後一条 | 長元3年11月5日    | 1030 | 藤原経任（従四位上、権左中弁、31歳）                     | 源隆国（従四位上、右中将、26歳）             |
| 後一条 | 長元7年10月20日   | 1034 | 藤原経任（従四位上、権左中弁、31歳）                     | 藤原経輔（正四位下、左中弁、29歳）           |
| 後一条 | 長元8年10月16日   | 1035 | —                                                        | 藤原経輔（正四位下、左中弁、29歳）           |
| 後一条 | 長元8年10月17日   | 1035 | 藤原俊家（従四位下、右中将、17歳）                       | 藤原経輔（正四位下、左中弁、29歳）           |
| 後朱雀 | 長元9年4月17日    | 1036 | 藤原良頼（正四位下、左中将、35歳）                       | 藤原俊家（従四位下、右中将、18歳）           |
| 後朱雀 | 長元9年12月18日   | 1037 | —                                                        | 藤原俊家（従四位下、右中将、18歳）           |
| 後朱雀 | 長元9年12月23日   | 1037 | 藤原経輔（正四位下、左中弁、31歳）                       | 藤原俊家（従四位下、右中将、18歳）           |
| 後朱雀 | 長暦2年6月27日    | 1038 | 藤原経輔（正四位下、左中弁、31歳）                       | 藤原資房（正四位下、左中将、32歳）           |
| 後朱雀 | 長暦3年12月16日   | 1040 | 藤原信長（従四位上、右中将、18歳）                       | 藤原資房（正四位下、左中将、32歳）           |
| 後朱雀 | 長久2年12月19日   | 1042 | —                                                        | 藤原資房（正四位下、左中将、32歳）           |
| 後朱雀 | 長久3年1月14日    | 1042 | 藤原能長（従四位上、侍従、21歳）                         | 藤原資房（正四位下、左中将、32歳）           |
| 後朱雀 | 長久3年1月29日    | 1042 | 藤原能長（従四位上、侍従、21歳）                         | 源経長（正四位下、左中弁、38歳）             |
| 後朱雀 | 長久4年9月19日    | 1043 | 源資通（正四位下、右大弁、39歳）                         | 藤原行経（正四位下、左中将、32歳）           |
| 後朱雀 | 寛徳元年12月14日  | 1045 | 源経成（正四位下、権左中弁、36歳）                       | 藤原行経（正四位下、左中将、32歳）           |
| 後冷泉 | 寛徳2年1月16日    | 1045 | 藤原行経（正四位下、左中将、34歳）                       | 源経成（正四位下、権左中弁、37歳）           |
| 後冷泉 | 寛徳2年10月23日   | 1045 | —                                                        | 源経成（正四位下、権左中弁、37歳）           |
| 後冷泉 | 寛徳2年10月26日   | 1045 | 藤原経季（正四位下、左中将、36歳）                       | 源経成（正四位下、権左中弁、37歳）           |
| 後冷泉 | 永承2年8月1日     | 1047 | —                                                        | 源経成（正四位下、権左中弁、37歳）           |
| 後冷泉 | 永承2年8月22日    | 1047 | 源資綱（正四位下、右中将、28歳）                         | 源経成（正四位下、権左中弁、37歳）           |
| 後冷泉 | 永承3年12月7日    | 1049 | 源資綱（正四位下、右中将、28歳）                         | —                                            |
| 後冷泉 | 永承3年12月16日   | 1049 | 源資綱（正四位下、右中将、28歳）                         | 藤原経家（正四位下、権左中弁、41歳）         |
| 後冷泉 | 永承6年11月5日    | 1051 | 源隆俊（正四位下、右中将、27歳）                         | 藤原経家（正四位下、権左中弁、41歳）         |
| 後冷泉 | 天喜4年1月7日     | 1056 | 源隆俊（正四位下、右中将、27歳）                         | —                                            |
| 後冷泉 | 天喜4年1月11日    | 1056 | 源隆俊（正四位下、右中将、27歳）                         | 源顕房（正四位下、右中将、20歳）             |
| 後冷泉 | 康平2年2月13日    | 1059 | —                                                        | 源顕房（正四位下、右中将、20歳）             |
| 後冷泉 | 康平2年2月18日    | 1059 | 藤原顕家（正四位下、右中弁、36歳）                       | 源顕房（正四位下、右中将、20歳）             |
| 後冷泉 | 康平4年2月28日    | 1061 | 藤原顕家（正四位下、右中弁、36歳）                       | —                                            |
| 後冷泉 | 康平4年3月10日    | 1061 | 藤原顕家（正四位下、右中弁、36歳）                       | 藤原能季（正四位下、少納言、23歳）           |
| 後冷泉 | 康平6年2月27日    | 1063 | 藤原泰憲（正四位下、左中弁、57歳）                       | 藤原能季（正四位下、少納言、23歳）           |
| 後冷泉 | 康平7年12月26日   | 1065 | 藤原泰憲（正四位下、左中弁、57歳）                       | —                                            |
| 後冷泉 | 康平8年1月23日    | 1065 | 藤原泰憲（正四位下、左中弁、57歳）                       | 源経信（正四位下、権左中弁、50歳）           |
| 後冷泉 | 治暦元年12月8日   | 1066 | —                                                        | 源経信（正四位下、権左中弁、50歳）           |
| 後冷泉 | 治暦元年12月18日  | 1066 | 藤原宗俊（正四位下、右中将、20歳）                       | 源経信（正四位下、権左中弁、50歳）           |
| 後冷泉 | 治暦3年2月6日     | 1067 | —                                                        | —                                            |
| 後冷泉 | 治暦3年2月14日    | 1067 | 源隆綱（正四位下、左中将、35歳）                         | 藤原師基（正四位下、左中弁、36歳）           |
| 後冷泉 | 治暦4年3月        | 1068 | 源隆綱（正四位下、左中将、35歳）                         | —                                            |
| 後冷泉 | 治暦4年4月16日    | 1068 | 源隆綱（正四位下、左中将、35歳）                         | 藤原敦家（正四位下、左馬頭、36歳）           |
| 後冷泉 | 治暦4年4月17日    | 1068 | —                                                        | 藤原敦家（正四位下、左馬頭、36歳）           |
| 後三条 | 治暦4年4月19日    | 1068 | 藤原良基（従四位上、右中将、46歳）                       | —                                            |
| 後三条 | 治暦4年8月12日    | 1068 | 藤原良基（従四位上、右中将、46歳）                       | 藤原資仲（正四位下、修理大夫、48歳）         |
| 後三条 | 治暦4年12月29日   | 1069 | 藤原基長（正四位下、右中将、26歳）                       | —                                            |
| 後三条 | 延久元年6月19日   | 1069 | 藤原伊房（正四位下、権左中弁、40歳）                     | 藤原実季（従四位上、左中将、35歳）           |
| 後三条 | 延久4年12月2日    | 1073 | 藤原公房（正四位下、兵部大輔、43歳）                     | —                                            |
| 白河   | 延久4年12月8日    | 1073 | 源師忠（正四位下、左中将、19歳）                         | 藤原公房（正四位下、兵部大輔、43歳）         |
| 白河   | 承保元年12月26日  | 1075 | 源俊明（正四位下、左中将、31歳）                         | 藤原公房（正四位下、兵部大輔、43歳）         |
| 白河   | 承保2年6月13日    | 1075 | 源雅実（正四位下、右中将、17歳）                         | —                                            |
| 白河   | 承保2年12月15日   | 1076 | 源雅実（正四位下、右中将、17歳）                         | 源俊実（正四位下、左馬頭、30歳）             |
| 白河   | 承保4年1月29日    | 1077 | 藤原実政（正四位上、右大弁、59歳）                       | 源俊実（正四位下、左馬頭、30歳）             |
| 白河   | 承暦4年1月28日    | 1080 | 藤原実政（正四位上、右大弁、59歳）                       | 藤原公実（正四位下、右中将、28歳）           |
| 白河   | 承暦4年8月14日    | 1080 | 藤原基忠（正四位下、右中将、25歳）                       | 藤原公実（正四位下、右中将、28歳）           |
| 白河   | 承暦4年12月6日    | 1080 | 藤原基忠（正四位下、右中将、25歳）                       | 源師賢（正四位下、左中弁、46歳）             |
| 白河   | 永保元年7月2日    | 1081 | 藤原基忠（正四位下、右中将、25歳）                       | —                                            |
| 白河   | 永保元年8月28日   | 1081 | 藤原基忠（正四位下、右中将、25歳）                       | 藤原通俊（正四位下、右中弁、35歳）           |
| 白河   | 永保2年1月21日    | 1082 | 藤原保実（正四位下、右中将、22歳）                       | 藤原通俊（正四位下、右中弁、35歳）           |
| 白河   | 永保3年1月26日    | 1083 | 藤原公定（正四位下、春宮権亮、35歳）                     | 藤原通俊（正四位下、右中弁、35歳）           |
| 白河   | 応徳元年6月23日   | 1084 | 藤原公定（正四位下、春宮権亮、35歳）                     | 藤原経実（正四位下、右中将、17歳）           |
| 白河   | 応徳元年12月23日  | 1085 | 藤原公定（正四位下、春宮権亮、35歳）                     | —                                            |
| 白河   | 応徳元年12月26日  | 1085 | 藤原公定（正四位下、春宮権亮、35歳）                     | 源雅俊（従四位上、左中将、21歳）             |
| 白河   | 応徳3年11月20日   | 1086 | —                                                        | 源雅俊（従四位上、左中将、21歳）             |
| 堀河   | 応徳3年11月26日   | 1087 | 源雅俊（従四位上、左中将、23歳）                         | 藤原能実（従四位下、左中将、17歳）           |
| 堀河   | 応徳4年11月18日   | 1087 | 源雅俊（従四位上、左中将、23歳）                         | —                                            |
| 堀河   | 応徳4年12月8日    | 1087 | 源雅俊（従四位上、左中将、23歳）                         | 藤原季仲（正四位下、左中弁、42歳）           |
| 堀河   | 寛治5年1月28日    | 1091 | 藤原仲実（正四位下、右中将）                             | 藤原季仲（正四位下、左中弁、42歳）           |
| 堀河   | 寛治6年4月26日    | 1092 | 藤原宗通（正四位下、左中将、22歳）                       | 藤原季仲（正四位下、左中弁、42歳）           |
| 堀河   | 寛治8年6月13日    | 1094 | 源師頼（正四位下、左中弁、27歳）                         | 源国信（正四位下、左中将、23歳）             |
| 堀河   | 承徳2年1月27日    | 1098 | 源基綱（正四位下、右大弁、50歳）                         | 源顕通（従四位上、左中将、28歳）             |
| 堀河   | 承徳2年12月17日   | 1099 | 藤原宗忠（正四位下、右大弁、37歳）                       | 源顕通（従四位上、左中将、28歳）             |
| 堀河   | 康和元年12月14日  | 1100 | 源能俊（正四位下、権左中弁、30歳）                       | 藤原忠教（正四位下、左中将、24歳）           |
| 堀河   | 康和2年7月17日    | 1100 | 源重資（正四位下、左中弁、56歳）                         | 藤原家政（従四位上、左中将、21歳）           |
| 堀河   | 康和4年1月23日    | 1102 | 源重資（正四位下、左中弁、56歳）                         | 源顕雅（正四位下、右中将、29歳）             |
| 堀河   | 康和4年6月23日    | 1102 | 源重資（正四位下、左中弁、56歳）                         | 藤原顕実（正四位下、右中将、54歳）           |
| 堀河   | 長治3年3月11日    | 1106 | 源重資（正四位下、左中弁、56歳）                         | 藤原俊忠（正四位下、左中将、34歳）           |
| 堀河   | 嘉承元年12月27日  | 1107 | 源道時（正四位下、大皇太后宮亮、62歳）                   | 藤原実隆（正四位下、右中将、28歳）           |
| 鳥羽   | 嘉承2年7月19日    | 1107 | 藤原実隆（正四位下、左中将、29歳）                       | —                                            |
| 鳥羽   | 嘉承2年10月12日   | 1107 | 藤原実隆（正四位下、左中将、29歳）                       | 藤原為房（正四位上、修理権大夫、59歳）       |
| 鳥羽   | 天永2年1月23日    | 1111 | 藤原通季（正四位下、左中将、22歳）                       | 藤原実行（従四位上、権右中弁、32歳）         |
| 鳥羽   | 永久3年4月28日    | 1115 | 藤原信通（正四位下、左中将、24歳）                       | —                                            |
| 鳥羽   | 永久3年8月13日    | 1115 | 藤原顕隆（正四位下、右大弁、44歳）                       | 藤原宗輔（正四位下、左中将、39歳）           |
| 鳥羽   | 元永3年1月6日     | 1120 | —                                                        | 藤原宗輔（正四位下、左中将、39歳）           |
| 鳥羽   | 元永3年1月12日    | 1120 | 藤原伊通（正四位下、権右中弁、28歳）                     | 藤原宗輔（正四位下、左中将、39歳）           |
| 鳥羽   | 保安3年1月23日    | 1122 | 藤原為隆（正四位下、左中弁、53歳）                       | 源師時（正四位下、右中将、46歳）             |
| 鳥羽   | 保安3年12月17日   | 1123 | 藤原忠宗（正四位下、右中将、36歳）                       | 源雅兼（正四位下、左中弁、44歳）             |
| 崇徳   | 保安4年1月28日    | 1123 | 藤原忠宗（正四位下、右中将、37歳）                       | 源雅兼（正四位下、左中弁、45歳）             |
| 崇徳   | 大治5年10月5日    | 1130 | 藤原宗能（正四位下、左中将、47歳）                       | 藤原顕頼（正四位下、右中弁、37歳）           |
| 崇徳   | 天承元年12月22日  | 1132 | 源師俊（正四位下、右大弁、52歳）                         | 藤原公教（正四位下、左中将、29歳）           |
| 崇徳   | 長承2年1月29日    | 1133 | 藤原実衡（正四位下、右中将、34歳）                       | 藤原重通（正四位下、右中将、35歳）           |
| 崇徳   | 長承3年2月22日    | 1134 | 藤原季成（正四位下、左中将、33歳）                       | 藤原宗成（正四位下、左中弁、50歳）           |
| 崇徳   | 保延2年11月4日    | 1136 | 藤原忠基（正四位下、右中将、36歳）                       | —                                            |
| 崇徳   | 保延2年11月9日    | 1136 | 藤原忠基（正四位下、右中将、36歳）                       | 藤原公行（正四位下、左中弁、32歳）           |
| 崇徳   | 保延2年12月9日    | 1137 | 藤原公隆（正四位下、左中将、34歳）                       | 藤原公行（正四位下、左中弁、32歳）           |
| 崇徳   | 保延3年10月6日    | 1137 | 藤原公隆（正四位下、左中将、34歳）                       | 藤原公能（正四位下、左中将、23歳）           |
| 崇徳   | 保延4年11月8日    | 1138 | 藤原公隆（正四位下、左中将、34歳）                       | —                                            |
| 崇徳   | 保延4年11月17日   | 1138 | 藤原経定（正四位下、右中将、39歳）                       | 藤原教長（正四位下、左中将、30歳）           |
| 崇徳   | 永治元年12月2日   | 1142 | —                                                        | —                                            |
| 崇徳   | 永治元年12月6日   | 1142 | 藤原忠雅（正四位上、左中将、18歳）                       | —                                            |
| 近衛   | 永治元年12月7日   | 1142 | 藤原忠雅（正四位上、左中将、18歳）                       | —                                            |
| 近衛   | 永治元年12月13日  | 1142 | 藤原忠雅（正四位上、左中将、18歳）                       | 藤原清隆（正四位上、51歳）                   |
| 近衛   | 永治2年1月5日     | 1142 | —                                                        | —                                            |
| 近衛   | 永治2年1月7日     | 1142 | 藤原経宗（正四位下、左中将、24歳）                       | 藤原資信（従四位上、左中弁、61歳）           |
| 近衛   | 久安5年7月28日    | 1149 | 藤原公通（正四位下、右中将、33歳）                       | 藤原為通（正四位下、左中将、38歳）           |
| 近衛   | 久安6年1月29日    | 1150 | 藤原朝隆（正四位下、左中弁、54歳）                       | 藤原伊実（正四位下、左中将、26歳）           |
| 近衛   | 仁平3年閏12月23日 | 1154 | 藤原光頼（正四位下、右中弁、30歳）                       | 藤原伊実（正四位下、左中将、26歳）           |
| 近衛   | 久寿2年7月23日    | 1155 | —                                                        | —                                            |
| 後白河 | 久寿2年7月24日    | 1155 | 藤原伊実（正四位下、左中将、31歳）                       | 藤原光頼（正四位下、左中弁、32歳）           |
| 後白河 | 久寿3年1月27日    | 1156 | —                                                        | 藤原光頼（正四位下、左中弁、32歳）           |
| 後白河 | 久寿3年2月2日     | 1156 | 源師仲（正四位下、右中将、41歳）                         | 藤原光頼（正四位下、左中弁、32歳）           |
| 後白河 | 久寿3年3月6日     | 1156 | 源師仲（正四位下、右中将、41歳）                         | —                                            |
| 後白河 | 久寿3年3月17日    | 1156 | 源師仲（正四位下、右中将、41歳）                         | 藤原雅教（正四位下、右中弁、44歳）           |
| 後白河 | 久寿3年4月6日     | 1156 | 藤原公親（正四位下、右中将、26歳）                       | 藤原雅教（正四位下、右中弁、44歳）           |
| 後白河 | 保元元年9月13日   | 1156 | 藤原実長（正四位下、右中将、27歳）                       | 平範家（従四位下、右中弁、43歳）             |
| 後白河 | 保元元年11月28日  | 1156 | 源定房（正四位下、左中将、27歳）                         | 平範家（従四位下、右中弁、43歳）             |
| 後白河 | 保元2年10月27日   | 1157 | 藤原信頼（正四位下、左中将、25歳）                       | 藤原公光（正四位下、右中将、28歳）           |
| 後白河 | 保元3年2月21日    | 1158 | 藤原惟方（正四位下、34歳）                               | 藤原公光（正四位下、右中将、28歳）           |
| 後白河 | 保元3年4月2日     | 1158 | 藤原惟方（正四位下、34歳）                               | 藤原顕長（正四位下、中宮亮、42歳）           |
| 後白河 | 保元3年8月10日    | 1158 | 藤原顕時（正四位下、左大弁、49歳）                       | 藤原俊憲（従四位上、右中弁、37歳）           |
| 二条   | 保元3年8月11日    | 1158 | 藤原顕時（正四位下、左大弁、49歳）                       | 藤原俊憲（従四位上、右中弁、37歳）           |
| 二条   | 保元4年4月6日     | 1159 | 藤原信能（正四位下、左中将、21歳）                       | 藤原実国（正四位下、右中将、20歳）           |
| 二条   | 永暦元年4月2日    | 1160 | —                                                        | —                                            |
| 二条   | 永暦元年4月3日    | 1160 | 藤原資長（正四位下、右大弁、42歳）                       | 藤原憲方（正四位下、刑部卿、55歳）           |
| 二条   | 永暦元年5月4日    | 1160 | 藤原資長（正四位下、右大弁、42歳）                       | —                                            |
| 二条   | 永暦元年5月10日   | 1160 | 藤原資長（正四位下、右大弁、42歳）                       | 藤原実房（正四位下、右中将、14歳）           |
| 二条   | 永暦元年10月3日   | 1160 | 藤原忠親（正四位下、左中将、30歳）                       | 源雅頼（正四位下、右大弁、34歳）             |
| 二条   | 長寛2年1月21日    | 1164 | 平親範（正四位下、左中弁、28歳）                         | 藤原家通（正四位下、右中将、22歳）           |
| 二条   | 長寛3年1月23日    | 1165 | 藤原兼雅（従四位上、左中将、18歳）                       | 藤原家通（正四位下、右中将、22歳）           |
| 六条   | 永万元年6月25日   | 1165 | 藤原家通（正四位下、右中将、23歳）                       | 藤原兼雅（従四位上、左中将、18歳）           |
| 六条   | 永万元年7月25日   | 1165 | 藤原家通（正四位下、右中将、23歳）                       | 藤原邦綱（正四位下、中宮亮・右京大夫、44歳） |
| 六条   | 永万2年1月12日    | 1166 | 藤原家通（正四位下、右中将、23歳）                       | 藤原成頼（正四位下、左中弁、30歳）           |
| 六条   | 永万2年6月6日     | 1166 | 藤原朝方（正四位下、右大弁、32歳）                       | 藤原成親（正四位下、左中将、29歳）           |
| 六条   | 仁安元年8月27日   | 1166 | 藤原朝方（正四位下、右大弁、32歳）                       | 藤原実家（正四位下、右中将、22歳）           |
| 六条   | 仁安元年11月16日  | 1166 | 平時忠（従四位上、右中弁、37歳）                         | —                                            |
| 六条   | 仁安元年11月17日  | 1166 | 平時忠（従四位上、右中弁、37歳）                         | 藤原実綱（正四位下、大皇太后宮権亮、39歳）   |
| 六条   | 仁安2年2月11日    | 1167 | 藤原実家（正四位下、右中将、23歳）                       | 平信範（従四位下、権右中弁、56歳）           |
| 六条   | 仁安3年2月17日    | 1168 | —                                                        | 平信範（従四位下、権右中弁、56歳）           |
| 高倉   | 仁安3年2月19日    | 1168 | 平教盛（正四位下、内蔵頭、41歳）                         | 平信範（正四位下、権右中弁、57歳）           |
| 高倉   | 仁安3年8月10日    | 1168 | 藤原実守（正四位下、右中将、22歳）                       | 平信範（正四位下、権右中弁、57歳）           |
| 高倉   | 嘉応元年12月28日  | 1170 | 藤原実守（正四位下、右中将、22歳）                       | —                                            |
| 高倉   | 嘉応2年1月5日     | 1170 | 藤原実守（正四位下、右中将、22歳）                       | 藤原頼定（正四位下、右中将、44歳）           |
| 高倉   | 嘉応2年12月30日   | 1171 | 藤原実宗（正四位下、右中将、26歳）                       | 藤原長方（正四位下、左中弁、32歳）           |
| 高倉   | 安元2年12月5日    | 1177 | 藤原定能（正四位下、右中将、29歳）                       | 藤原光能（正四位下、右中将、45歳）           |
| 高倉   | 治承3年1月19日    | 1179 | 源通親（正四位下、右中将、31歳）                         | 藤原光能（正四位下、右中将、45歳）           |
| 高倉   | 治承3年10月10日   | 1179 | 源通親（正四位下、右中将、31歳）                         | 藤原経房（正四位下、左中弁、38歳）           |
| 高倉   | 治承4年1月28日    | 1180 | 平重衡（正四位下、春宮亮、24歳）                         | 藤原経房（正四位下、左中弁、38歳）           |
| 安徳   | 治承4年2月21日    | 1180 | 藤原経房（正四位下、左中弁、39歳）                       | 平重衡（正四位下、24歳）                     |
| 安徳   | 治承5年5月26日    | 1181 | 藤原経房（正四位下、左中弁、39歳）                       | —                                            |
| 安徳   | 治承5年6月10日    | 1181 | 藤原経房（正四位下、左中弁、39歳）                       | 平維盛（正四位下、右中将、22歳）             |
| 安徳   | 養和元年11月28日  | 1182 | 藤原泰通（正四位下、左中将、37歳）                       | 平親宗（従四位上、右大弁、38歳）             |
| 安徳   | 寿永2年1月22日    | 1183 | 藤原隆房（正四位下、左中将、36歳）                       | 平資盛（正四位下、右中将、23歳）             |
| 安徳   | 寿永2年7月3日     | 1183 | 藤原隆房（正四位下、左中将、36歳）                       | 藤原兼光（正四位下、左中弁、39歳）           |
| 後鳥羽 | 寿永2年8月20日    | 1183 | 藤原隆房（正四位下、左中将、36歳）                       | 藤原兼光（正四位下、左中弁、39歳）           |
| 後鳥羽 | 寿永2年12月10日   | 1184 | 源通資（正四位下、左中将、32歳）                         | 藤原光雅（正四位下、左中弁、35歳）           |
| 後鳥羽 | 元暦2年6月10日    | 1185 | 源雅賢（正四位下、右中将、38歳）                         | 藤原光雅（正四位下、左中弁、35歳）           |
| 後鳥羽 | 文治元年12月29日  | 1186 | 藤原光長（従四位上、左中弁、42歳）                       | 源兼忠（従四位下、右中弁、25歳）             |
| 後鳥羽 | 文治2年12月15日   | 1187 | 藤原実教（正四位下、右中将、40歳）                       | 源兼忠（従四位下、右中弁、25歳）             |
| 後鳥羽 | 文治4年10月14日   | 1188 | 藤原公時（正四位下、左中将、32歳）                       | 藤原定長（従四位上、左中弁、40歳）           |
| 後鳥羽 | 文治5年7月10日    | 1189 | 藤原成経（正四位下、右中将、33歳）                       | 藤原宗頼（正四位下、大蔵卿、36歳）           |
| 後鳥羽 | 建久元年10月26日  | 1190 | 藤原実明（正四位下、右中将、40歳）                       | 藤原宗頼（正四位下、大蔵卿、36歳）           |
| 後鳥羽 | 建久4年12月9日    | 1194 | 藤原兼宗（正四位下、左中将、31歳）                       | 藤原宗頼（正四位下、大蔵卿、36歳）           |
| 後鳥羽 | 建久6年7月16日    | 1195 | 藤原忠季（正四位下、右中将）                             | 藤原公房（正四位下、左中将、17歳）           |
| 後鳥羽 | 建久6年11月12日   | 1195 | 藤原忠季（正四位下、右中将）                             | 藤原定経（正四位下、中宮権亮、38歳）         |
| 後鳥羽 | 建久7年1月20日    | 1196 | —                                                        | 藤原定経（正四位下、中宮権亮、38歳）         |
| 後鳥羽 | 建久7年1月28日    | 1196 | 藤原高能（正四位下、右兵衛督、22歳）                     | 藤原定経（正四位下、中宮権亮、38歳）         |
| 後鳥羽 | 建久7年12月25日   | 1197 | 藤原公経（正四位下、左中将、26歳）                       | 藤原定経（正四位下、中宮権亮、38歳）         |
| 後鳥羽 | 建久8年1月30日    | 1197 | 藤原公経（正四位下、左中将、26歳）                       | 源通宗（正四位下、左中将、30歳）             |

### 鎌倉〜室町時代
| 天皇     | 着離任年月日       | 西暦 | 名（就任時の位階・主な官職・年齢）                | 名（就任時の位階・主な官職・年齢）                |
| -------- | ------------------ | ---- | ------------------------------------------------- | ------------------------------------------------- |
| 土御門   | 建久9年1月11日     | 1198 | 藤原公経（正四位下、左中将、28歳）                | 源通宗（正四位下、左中将、31歳）                  |
| 土御門   | 建久9年1月30日     | 1198 | 藤原伊輔（正四位下、右中将）                      | 藤原宗隆（従四位上、左中弁、33歳）                |
| 土御門   | 建久9年11月9日     | 1198 | —                                                 | 藤原宗隆（従四位上、左中弁、33歳）                |
| 土御門   | 建久9年11月14日    | 1198 | 藤原公国（正四位下、左中将）                      | 藤原宗隆（従四位上、左中弁、33歳）                |
| 土御門   | 建久9年12月9日     | 1199 | 藤原公国（正四位下、左中将）                      | 藤原親経（正四位下、左京権大夫）                  |
| 土御門   | 正治元年12月9日    | 1200 | 藤原資実（正四位下、右大弁、38歳）                | 藤原親経（正四位下、左京権大夫）                  |
| 土御門   | 正治2年3月6日      | 1200 | 藤原資実（正四位下、右大弁、38歳）                | 堀川通具（従四位上、左中将、30歳）                |
| 土御門   | 建仁元年8月19日    | 1201 | 藤原隆衡（正四位下、内蔵頭、32歳）                | —                                                 |
| 土御門   | 建仁元年8月29日    | 1201 | 藤原隆衡（正四位下、内蔵頭、32歳）                | 藤原公定（正四位下、右大弁）                      |
| 土御門   | 建仁2年7月23日     | 1202 | —                                                 | —                                                 |
| 土御門   | 建仁2年8月26日     | 1202 | 源雅親（正四位下、左中将、23歳）                  | 源定通（正四位下、右中将、15歳）                  |
| 土御門   | 建仁2年10月29日    | 1202 | 源雅親（正四位下、左中将、23歳）                  | 藤原長房（従四位上、左中弁）                      |
| 土御門   | 建仁2年閏10月20日  | 1202 | 藤原公信（正四位下、左中将）                      | 藤原長房（従四位上、左中弁）                      |
| 土御門   | 元久元年4月12日    | 1204 | 平親国（正四位下、皇后宮亮）                      | 藤原長兼（従四位上、左中弁）                      |
| 土御門   | 建永元年10月20日   | 1206 | 藤原忠信（正四位下、右中将）                      | 藤原光親（正四位下、右大弁、31歳）                |
| 土御門   | 建永2年2月10日     | 1207 | —                                                 | 藤原光親（正四位下、右大弁、31歳）                |
| 土御門   | 建永2年2月16日     | 1207 | 藤原実宣（正四位下、左中将、31歳）                | 藤原光親（正四位下、右大弁、31歳）                |
| 土御門   | 承元元年10月29日   | 1207 | 藤原高通（正四位下、左中将）                      | 藤原光親（正四位下、右大弁、31歳）                |
| 土御門   | 承元2年7月9日      | 1208 | 源有雅（正四位下、右中将、33歳）                  | 藤原経通（正四位下、左中将、32歳）                |
| 土御門   | 承元3年1月13日     | 1209 | 藤原清長（正四位下、中宮亮、39歳）                | 藤原経通（正四位下、左中将、32歳）                |
| 順徳     | 承元4年11月25日    | 1210 | 藤原清長（正四位下、左京大夫、40歳）              | 藤原頼平（正四位下、右中将、31歳）                |
| 順徳     | 承元4年12月17日    | 1211 | 藤原公氏（正四位下、右中将、29歳）                | 藤原顕俊（従四位上、右大弁、29歳）                |
| 順徳     | 建暦元年9月8日     | 1211 | 藤原公氏（正四位下、右中将、29歳）                | 源通方（正四位下、右中将、23歳）                  |
| 順徳     | 建暦元年10月2日    | 1211 | —                                                 | 源通方（正四位下、右中将、23歳）                  |
| 順徳     | 建暦元年10月12日   | 1211 | 平親輔（従四位下、治部卿）                        | 源通方（正四位下、右中将、23歳）                  |
| 順徳     | 建暦2年5月11日     | 1212 | 藤原経通（正四位下、左中将、36歳）                | 源通方（正四位下、右中将、23歳）                  |
| 順徳     | 建暦2年12月30日    | 1212 | 藤原経通（正四位下、左中将、36歳）                | 藤原宗行（従四位上、右大弁、39歳）                |
| 順徳     | 建保2年1月13日     | 1214 | 藤原国通（正四位下、左中将、39歳）                | 藤原宗行（従四位上、右大弁、39歳）                |
| 順徳     | 建保2年12月1日     | 1214 | 藤原国通（正四位下、左中将、39歳）                | 藤原定高（従四位上、右大弁、25歳）                |
| 順徳     | 建保6年1月13日     | 1218 | 藤原伊時（正四位下、左中将、41歳）                | 藤原公雅（正四位下、右中将、36歳）                |
| 順徳     | 建保7年1月22日     | 1219 | 藤原信能（正四位下、左中将）                      | 藤原範茂（正四位下、左中将、35歳）                |
| 順徳     | 承久2年1月22日     | 1220 | 平経高（正四位下、41歳）                          | 源雅清（正四位下、右中将、39歳）                  |
| 順徳     | 承久3年4月16日     | 1221 | 源具実（正四位下、右中将、19歳）                  | —                                                 |
| 順徳     | 承久3年4月17日     | 1221 | 源具実（正四位下、右中将、19歳）                  | 藤原資頼（正四位下、右大弁、28歳）                |
| 仲恭     | 承久3年4月20日     | 1221 | 源具実（正四位下、右中将、19歳）                  | 藤原資頼（正四位下、右大弁、28歳）                |
| 後堀河   | 承久3年7月7日      | 1221 | 源具実（正四位下、右中将、19歳）                  | 藤原資頼（正四位下、右大弁、28歳）                |
| 後堀河   | 承久3年8月29日     | 1221 | 藤原伊平（従四位上、左中将、23歳）                | 藤原資経（従四位下、左中弁、41歳）                |
| 後堀河   | 貞応元年8月16日    | 1222 | 藤原隆親（正四位下、左中将、21歳）                | 藤原資経（従四位下、左中弁、41歳）                |
| 後堀河   | 貞応元年11月3日    | 1222 | 藤原隆親（正四位下、左中将、21歳）                | 藤原頼資（従四位上、左中弁、41歳）                |
| 後堀河   | 元仁元年12月17日   | 1225 | 藤原盛兼（正四位下、左中将、34歳）                | 藤原宗房（従四位上、左中弁、36歳）                |
| 後堀河   | 嘉禄元年7月6日     | 1225 | 藤原公賢（従四位上、右中将、23歳）                | 藤原家光（従四位上、左中弁、27歳）                |
| 後堀河   | 嘉禄元年12月22日   | 1226 | —                                                 | 平範輔（従四位上、右大弁、34歳）                  |
| 後堀河   | 嘉禄元年12月26日   | 1226 | 藤原為家（正四位下、左中将、28歳）                | 平範輔（従四位上、右大弁、34歳）                  |
| 後堀河   | 嘉禄2年4月19日     | 1226 | 藤原宣経（正四位下、左中将、24歳）                | 平範輔（従四位上、右大弁、34歳）                  |
| 後堀河   | 嘉禄2年12月16日    | 1227 | 藤原宣経（正四位下、左中将、24歳）                | 藤原頼隆（従四位上、右中弁、25歳）                |
| 後堀河   | 嘉禄3年4月9日      | 1227 | 藤原実世（正四位下、左中将、23歳）                | 藤原頼隆（従四位上、右中弁、25歳）                |
| 後堀河   | 嘉禄3年10月4日     | 1227 | 藤原実世（正四位下、左中将、23歳）                | 平親長（正四位下、散位）                          |
| 後堀河   | 寛喜2年閏1月4日    | 1230 | 藤原親房（正四位下、右京大夫、58歳）              | 藤原資頼（正四位下、37歳）                        |
| 後堀河   | 寛喜2年3月14日     | 1230 | —                                                 | 藤原資頼（正四位下、37歳）                        |
| 後堀河   | 寛喜2年3月26日     | 1230 | 藤原基氏（正四位下、右中将、20歳）                | 藤原資頼（正四位下、37歳）                        |
| 後堀河   | 寛喜3年3月25日     | 1231 | 平有親（正四位下、内蔵頭、38歳）                  | 藤原資頼（正四位下、37歳）                        |
| 後堀河   | 寛喜4年1月30日     | 1232 | 平有親（正四位下、内蔵頭、38歳）                  | 源資雅（正四位下、右中将、31歳）                  |
| 後堀河   | 貞永元年閏9月27日  | 1232 | 平有親（正四位下、内蔵頭、38歳）                  | —                                                 |
| 四条     | 貞永元年10月4日    | 1232 | 平有親（正四位下、内蔵頭、39歳）                  | 藤原定雅（従四位上、左中将、15歳）                |
| 四条     | 貞永元年12月15日   | 1233 | 藤原親俊（正四位下、右大弁、27歳）                | 藤原定雅（従四位上、左中将、15歳）                |
| 四条     | 文暦元年12月21日   | 1235 | 藤原宗平（正四位下、右中将、38歳）                | 藤原為経（従四位上、左大弁、25歳）                |
| 四条     | 嘉禎2年2月30日     | 1236 | 源顕定（正四位下、右中将、22歳）                  | 藤原実雄（従四位上、右中将、19歳）                |
| 四条     | 嘉禎2年12月18日    | 1237 | 源顕定（正四位下、右中将、22歳）                  | 藤原忠高（従四位上、右中弁、24歳）                |
| 四条     | 嘉禎3年3月8日      | 1237 | 藤原資季（正四位下、左中将、31歳）                | 藤原忠高（従四位上、右中弁、24歳）                |
| 四条     | 嘉禎4年閏2月27日   | 1238 | 藤原親季（正四位下、右中将、38歳）                | 藤原忠高（従四位上、右中弁、24歳）                |
| 四条     | 嘉禎4年4月18日     | 1238 | 藤原信盛（正四位下、内蔵頭、46歳）                | 藤原忠高（従四位上、右中弁、24歳）                |
| 四条     | 嘉禎4年4月20日     | 1238 | 藤原信盛（正四位下、内蔵頭、46歳）                | 藤原実蔭（正四位下、右中将、40歳）                |
| 四条     | 暦仁2年1月24日     | 1239 | 藤原信盛（正四位下、内蔵頭、46歳）                | 藤原実光（正四位下、右中将、36歳）                |
| 四条     | 延応元年10月28日   | 1239 | —                                                 | —                                                 |
| 四条     | 延応元年11月6日    | 1239 | 藤原公光（正四位下、右中将、17歳）                | 藤原経光（正四位下、右大弁、27歳）                |
| 四条     | 仁治元年10月20日   | 1240 | 藤原実任（正四位下、左中将、34歳）                | 藤原経光（正四位下、右大弁、27歳）                |
| 四条     | 仁治2年2月1日      | 1241 | 藤原長朝（正四位下、右大弁、45歳）                | 藤原定嗣（正四位下、左中弁、34歳）                |
| 後嵯峨   | 仁治3年1月20日     | 1242 | 藤原長朝（正四位下、右大弁、46歳）                | 藤原定嗣（正四位下、左中弁、35歳）                |
| 後嵯峨   | 仁治3年3月7日      | 1242 | 源通行（正四位下、左中将、41歳）                  | 源通成（正四位下、左中将、21歳）                  |
| 後嵯峨   | 仁治3年4月9日      | 1242 | 源通行（正四位下、左中将、41歳）                  | 平時高（正四位下、左中弁、48歳）                  |
| 後嵯峨   | 仁治3年12月25日    | 1243 | 藤原師継（正四位下、右中将、24歳）                | 平時高（正四位下、左中弁、48歳）                  |
| 後嵯峨   | 寛元3年6月26日     | 1245 | 源雅具（正四位下、治部卿、61歳）                  | 藤原顕朝（正四位下、左中弁、34歳）                |
| 後嵯峨   | 寛元3年10月29日    | 1245 | —                                                 | 藤原顕朝（正四位下、左中弁、34歳）                |
| 後嵯峨   | 寛元3年12月8日     | 1246 | 源雅家（正四位下、右中将、32歳）                  | 藤原顕朝（正四位下、左中弁、34歳）                |
| 後深草   | 寛元4年1月29日     | 1246 | 源雅家（正四位下、右中将、33歳）                  | 藤原顕朝（正四位下、左中弁、35歳）                |
| 後深草   | 宝治元年12月8日    | 1248 | 源雅忠（正四位下、右中将、20歳）                  | 藤原顕朝（正四位下、左中弁、35歳）                |
| 後深草   | 宝治2年10月29日    | 1248 | 源基具（正四位下、左中将、17歳）                  | 藤原公泰（正四位下、左中将、18歳）                |
| 後深草   | 建長2年1月13日     | 1250 | 藤原実尚（正四位下、左中将）                      | 藤原為氏（正四位下、左中将、29歳）                |
| 後深草   | 建長3年1月22日     | 1251 | 源顕方（正四位下、右中将）                        | 藤原親頼（正四位下、右大弁、27歳）                |
| 後深草   | 建長4年1月13日     | 1252 | 藤原隆行（正四位下、内蔵頭、29歳）                | 藤原親頼（正四位下、右大弁、27歳）                |
| 後深草   | 建長4年12月4日     | 1253 | 藤原伊頼（正四位下、右中将、30歳）                | 平時継（正四位下、治部卿、32歳）                  |
| 後深草   | 建長6年1月13日     | 1254 | 藤原基雅（正四位下、左中将）                      | 藤原顕雅（正四位下、治部卿、48歳）                |
| 後深草   | 建長7年12月13日    | 1256 | 源通世（正四位下、左中将）                        | 藤原経俊（正四位下、左大弁、42歳）                |
| 後深草   | 正嘉元年11月19日   | 1257 | 藤原高定（正四位下、右大弁、24歳）                | 藤原経俊（正四位下、左大弁、42歳）                |
| 後深草   | 正嘉2年11月1日     | 1258 | 藤原高定（正四位下、右大弁、24歳）                | 藤原為教（正四位下、左中将、32歳）                |
| 後深草   | 正元元年4月17日    | 1259 | 源通持（正四位下、右中将、28歳）                  | 藤原為教（正四位下、左中将、32歳）                |
| 後深草   | 正元元年7月2日     | 1259 | 源通持（正四位下、右中将、28歳）                  | 源資平（正四位下、散位、37歳）                    |
| 亀山     | 正元元年11月26日   | 1259 | 源通持（正四位下、右中将、28歳）                  | 源資平（正四位下、宮内卿、37歳）                  |
| 亀山     | 弘長元年3月27日    | 1261 | 藤原忠継（正四位下、左中将）                      | 藤原宗雅（正四位下、右中将、46歳）                |
| 亀山     | 弘長元年4月7日     | 1261 | 藤原忠継（正四位下、左中将）                      | 平成俊（正四位下、左中弁、45歳）                  |
| 亀山     | 弘長2年12月21日    | 1263 | 藤原忠継（正四位下、左中将）                      | 藤原光国（正四位下、散位、57歳）                  |
| 亀山     | 文永元年6月2日     | 1264 | 藤原忠継（正四位下、左中将）                      | 源雅言（正四位下、右大弁、38歳）                  |
| 亀山     | 文永2年10月22日    | 1265 | 源具氏（正四位下、右中将、34歳）                  | 源雅言（正四位下、右大弁、38歳）                  |
| 亀山     | 文永3年2月1日      | 1266 | 源具氏（正四位下、右中将、34歳）                  | 藤原忠方（正四位下、左中弁、26歳）                |
| 亀山     | 文永4年2月23日     | 1267 | 源具房（正四位下、右中将、29歳）                  | 藤原忠方（正四位下、左中弁、26歳）                |
| 亀山     | 文永5年12月2日     | 1269 | 藤原資宣（正四位下、左中弁、45歳）                | 藤原経任（正四位下、右中弁、36歳）                |
| 亀山     | 文永6年5月1日      | 1269 | 藤原資宣（正四位下、左中弁、45歳）                | 平高輔（正四位下、散位）                          |
| 亀山     | 文永7年11月6日     | 1270 | 藤原資宣（正四位下、左中弁、45歳）                | —                                                 |
| 亀山     | 文永7年11月17日    | 1271 | 藤原資宣（正四位下、左中弁、45歳）                | 藤原茂通（正四位下、左中将、40歳）                |
| 亀山     | 文永8年4月7日      | 1271 | 藤原実冬（正四位下、右中将、29歳）                | 藤原茂通（正四位下、左中将、40歳）                |
| 亀山     | 文永8年11月29日    | 1272 | 藤原実冬（正四位下、右中将、29歳）                | 藤原頼親（正四位下、散位、36歳）                  |
| 亀山     | 文永10年12月8日    | 1273 | 藤原経業（正四位下、内蔵頭、48歳）                | 藤原頼親（正四位下、散位、36歳）                  |
| 後宇多   | 文永11年1月26日    | 1274 | 藤原頼親（正四位上、右大弁、37歳）                | 藤原経業（正四位下、内蔵頭、49歳）                |
| 後宇多   | 文永11年4月5日     | 1274 | 藤原公貫（正四位下、右中将、35歳）                | 藤原経業（正四位下、内蔵頭、49歳）                |
| 後宇多   | 文永11年7月12日    | 1274 | 藤原公貫（正四位下、右中将、35歳）                | —                                                 |
| 後宇多   | 文永11年7月25日    | 1274 | 藤原公貫（正四位下、右中将、35歳）                | 藤原親朝（正四位下、内蔵頭、39歳）                |
| 後宇多   | 建治元年10月8日    | 1275 | 藤原経長（正四位下、右大弁、37歳）                | 藤原親朝（正四位下、内蔵頭、39歳）                |
| 後宇多   | 建治元年12月22日   | 1276 | 藤原経長（正四位下、右大弁、37歳）                | —                                                 |
| 後宇多   | 建治元年12月26日   | 1276 | 藤原経長（正四位下、右大弁、37歳）                | 藤原基顕（正四位下、左中将、30歳）                |
| 後宇多   | 建治3年9月13日     | 1277 | 藤原兼頼（従四位上、散位、39歳）                  | 藤原基顕（正四位下、左中将、30歳）                |
| 後宇多   | 弘安元年3月14日    | 1278 | 藤原兼頼（従四位上、散位、39歳）                  | 藤原為世（正四位下、右兵衛督、28歳）              |
| 後宇多   | 弘安3年2月7日      | 1280 | —                                                 | 藤原為世（正四位下、右兵衛督、28歳）              |
| 後宇多   | 弘安3年3月8日      | 1280 | 藤原基顕（正四位下、左中将）                      | 藤原為世（正四位下、右兵衛督、28歳）              |
| 後宇多   | 弘安4年2月1日      | 1281 | 藤原経氏（正四位下、左中将）                      | 藤原為世（正四位下、右兵衛督、28歳）              |
| 後宇多   | 弘安6年3月28日     | 1283 | 藤原経氏（正四位下、左中将）                      | 藤原定藤（正四位上、散位）                        |
| 後宇多   | 弘安7年1月13日     | 1284 | 平忠世（正四位上、大蔵卿）                        | 藤原公敦（正四位下、左中将、50歳）                |
| 後宇多   | 弘安8年3月6日      | 1285 | 藤原経頼（正四位上、宮内卿）                      | 藤原実盛（正四位下、右中将）                      |
| 後宇多   | 弘安9年1月13日     | 1286 | 平信輔（正四位上、治部卿）                        | 藤原為方（正四位上、皇后宮亮右大弁、32歳）        |
| 後宇多   | 弘安9年9月2日      | 1286 | 平信輔（正四位上、治部卿）                        | 藤原宗親（正四位下、内蔵頭、45歳）                |
| 後宇多   | 弘安10年1月13日    | 1287 | 平信輔（正四位上、治部卿）                        | 藤原俊定（正四位上、左中弁、36歳）                |
| 伏見     | 弘安10年10月21日   | 1287 | 平信輔（正四位上、左京大夫）                      | 藤原俊定（正四位上、左中弁、36歳）                |
| 伏見     | 正応元年7月11日    | 1288 | 藤原宗実（正四位下、右中将）                      | 藤原為兼（正四位下、左中将、34歳）                |
| 伏見     | 正応元年11月8日    | 1288 | 藤原実永（正四位下、右中将）                      | 藤原為兼（正四位下、左中将、34歳）                |
| 伏見     | 正応2年1月13日     | 1289 | 藤原冬季（正四位下、皇后宮亮、26歳）              | 藤原為俊（正四位下、散位）                        |
| 伏見     | 正応2年10月18日    | 1289 | 藤原雅藤（正四位上、春宮亮、55歳）                | 藤原伊定（正四位下、左中将、42歳）                |
| 伏見     | 正応3年6月8日      | 1290 | 藤原宗冬（正四位下、左中将）                      | 藤原伊定（正四位下、左中将、42歳）                |
| 伏見     | 正応3年9月21日     | 1290 | 藤原宗嗣（正四位下、左中将、34歳）                | 藤原資高（正四位下、左中将、26歳）                |
| 伏見     | 正応3年11月21日    | 1290 | 平仲兼（正四位上、中宮亮、42歳）                  | 藤原資高（正四位下、左中将、26歳）                |
| 伏見     | 正応4年3月25日     | 1291 | 平仲兼（正四位上、中宮亮、42歳）                  | 藤原師信（正四位下、左中将、17歳）                |
| 伏見     | 正応4年7月29日     | 1291 | 平仲兼（正四位上、中宮亮、42歳）                  | 藤原兼仲（正四位上、春宮亮、48歳）                |
| 伏見     | 正応5年2月5日      | 1292 | 藤原顕世（正四位上、散位、41歳）                  | 藤原兼仲（正四位上、春宮亮、48歳）                |
| 伏見     | 正応5年11月5日     | 1292 | 平経親（正四位上、右大弁、31歳）                  | 藤原頼藤（正四位上、左大弁、29歳）                |
| 伏見     | 正応6年2月18日     | 1293 | 源顕資（正四位上、宮内卿）                        | 藤原頼藤（正四位上、左大弁、29歳）                |
| 伏見     | 正応6年6月24日     | 1293 | 藤原俊光（正四位下、左中弁、34歳）                | 藤原頼藤（正四位上、左大弁、29歳）                |
| 伏見     | 永仁2年3月27日     | 1294 | 藤原俊光（正四位下、左中弁、34歳）                | 藤原為雄（正四位下、右中将、40歳）                |
| 伏見     | 永仁3年6月23日     | 1295 | 藤原光泰（正四位下、散位、42歳）                  | 藤原実躬（正四位下、右中将、32歳）                |
| 伏見     | 永仁5年6月7日      | 1297 | 藤原経守（正四位下、右大弁、35歳）                | 藤原顕家（正四位上、左大弁）                      |
| 伏見     | 永仁5年閏10月23日  | 1297 | 藤原実躬（正四位下、右中将、32歳）                | 藤原顕家（正四位上、左大弁）                      |
| 伏見     | 永仁6年3月24日     | 1298 | 藤原実躬（正四位下、右中将、32歳）                | 藤原経守（正四位上、右大弁、36歳）                |
| 伏見     | 永仁6年6月23日     | 1298 | 藤原兼季（正四位下、左中将、15歳）                | 藤原経守（正四位上、右大弁、36歳）                |
| 後伏見   | 永仁6年7月22日     | 1298 | 藤原兼季（正四位下、左中将、15歳）                | 藤原経守（正四位上、左大弁、36歳）                |
| 後伏見   | 正安元年4月26日    | 1299 | 藤原公朝（正四位下、右中将）                      | 藤原経守（正四位上、左大弁、36歳）                |
| 後伏見   | 正安元年6月6日     | 1299 | 藤原公朝（正四位下、右中将）                      | 藤原信経（正四位下、散位、38歳）                  |
| 後伏見   | 正安2年4月7日      | 1300 | 藤原公朝（正四位下、右中将）                      | 藤原俊雅（正四位下、左中将、39歳）                |
| 後伏見   | 正安2年12月22日    | 1301 | 藤原実香（正四位下、左中将、41歳）                | 藤原家親（正四位下、左中将）                      |
| 後二条   | 正安3年1月21-23日  | 1301 | 藤原実香（正四位下、右中将、42歳）                | 藤原経継（正四位下、散位、44歳）                  |
| 後二条   | 正安3年4月5日      | 1301 | 藤原定房（正四位下、左中弁、28歳）                | 藤原経継（正四位下、散位、44歳）                  |
| 後二条   | 正安4年3月23日     | 1302 | 藤原雅俊（正四位上、春宮亮散位、33歳）            | 藤原定資（正四位下、左中弁、28歳）                |
| 後二条   | 乾元2年1月28日     | 1303 | 藤原雅俊（正四位上、春宮亮散位、33歳）            | 藤原有通（正四位下、右中将、45歳）                |
| 後二条   | 乾元2年7月5日      | 1303 | 藤原雅俊（正四位上、春宮亮散位、33歳）            | 藤原光定（正四位下、左中弁、29歳）                |
| 後二条   | 嘉元元年10月29日   | 1303 | 藤原実任（正四位下、右中将、39歳）                | 藤原親氏（正四位下、左中将）                      |
| 後二条   | 嘉元2年6月2日      | 1304 | 藤原実任（正四位下、右中将、39歳）                | 藤原実前（正四位下、左中将、27歳）                |
| 後二条   | 嘉元2年11月2日     | 1304 | 藤原実任（正四位下、右中将、39歳）                | 藤原基藤（正四位下、左中将、29歳）                |
| 後二条   | 嘉元3年3月8日      | 1305 | 平惟輔（従四位上、中宮亮、34歳）                  | 藤原宣房（従四位上、権右中弁、48歳）              |
| 後二条   | 嘉元3年11月16日    | 1305 | 平惟輔（従四位上、中宮亮、34歳）                  | 藤原公秀（正四位下、右中将、21歳）                |
| 後二条   | 徳治2年4月3日      | 1307 | 源通顕（正四位下、左中将、17歳）                  | 藤原為藤（正四位下、右兵衛督、32歳）              |
| 後二条   | 徳治2年9月17日     | 1307 | 平仲親（正四位下、治部卿、59歳）                  | 藤原為藤（正四位下、右兵衛督、32歳）              |
| 後二条   | 徳治3年2月15日     | 1308 | 藤原公明（正四位下、右中将、28歳）                | 藤原為藤（正四位下、右兵衛督、32歳）              |
| 花園     | 徳治3年8月26日     | 1308 | 藤原為藤（正四位下、右兵衛督、33歳）              | 藤原公明（正四位下、右中将、28歳）                |
| 花園     | 徳治3年9月17日     | 1308 | 藤原為藤（正四位下、右兵衛督、33歳）              | 藤原清雅（正四位下、右中将、25歳）                |
| 花園     | 延慶元年12月10日   | 1309 | 藤原家親（正四位下、左中将）                      | 藤原隆長（従四位上、右大弁、33歳）                |
| 花園     | 延慶2年3月23日     | 1309 | 藤原資親（正四位下、左中将、18歳）                | 藤原隆長（従四位上、右大弁、33歳）                |
| 花園     | 延慶2年6月12日     | 1309 | 藤原資親（正四位下、左中将、18歳）                | 藤原公量（正四位下、右中将、23歳）                |
| 花園     | 延慶3年3月9日      | 1310 | 藤原国房（正四位下、宮内卿）                      | 藤原兼信（正四位下、左中将、17歳）                |
| 花園     | 延慶3年9月4日      | 1310 | 藤原国房（正四位下、宮内卿）                      | 藤原藤朝（正四位上、治部卿）                      |
| 花園     | 延慶3年12月10-11日 | 1311 | 藤原公敏（従四位下、右少将、19歳）                | 藤原藤朝（正四位上、治部卿）                      |
| 花園     | 応長元年5月26日    | 1311 | 源資栄（正四位下、宮内卿）                        | 藤原藤朝（正四位上、治部卿）                      |
| 花園     | 応長元年閏6月9日   | 1311 | 源資栄（正四位下、宮内卿）                        | 藤原俊言（正四位下、内蔵頭）                      |
| 花園     | 正和元年4月10日    | 1312 | 藤原長基（正四位下、治部卿）                      | 藤原俊言（正四位下、内蔵頭）                      |
| 花園     | 正和元年10月12日   | 1312 | 藤原冬定（正四位下、右兵衛督）                    | 藤原俊言（正四位下、内蔵頭）                      |
| 花園     | 正和2年8月7日      | 1313 | 藤原光藤（正四位下、散位）                        | 藤原俊言（正四位下、内蔵頭）                      |
| 花園     | 正和2年9月6日      | 1313 | 藤原光藤（正四位下、散位）                        | 藤原長隆（正四位下、左中弁、28歳）                |
| 花園     | 正和3年閏3月25日   | 1314 | 源雅行（正四位下、左中将、29歳）                  | 藤原長隆（正四位下、左中弁、28歳）                |
| 花園     | 正和3年9月21日     | 1314 | 藤原光経（正四位上、右大弁、39歳）                | 藤原伊家（正四位下、右中将）                      |
| 花園     | 正和4年2月21日     | 1315 | 平親時（正四位上、左大弁、32歳）                  | 藤原資名（正四位下、右大弁、29歳）                |
| 花園     | 正和4年4月10日     | 1315 | 藤原基成（正四位下、左中将、19歳）                | 藤原資名（正四位下、右大弁、29歳）                |
| 花園     | 正和4年8月26日     | 1315 | 藤原頼定（正四位上、散位）                        | —                                                 |
| 花園     | 正和4年10月21日    | 1315 | 藤原頼定（正四位上、散位）                        | 藤原忠兼（正四位下、左中将）                      |
| 花園     | 正和4年12月15日    | 1316 | 藤原隆有（正四位下、左中将、25歳）                | 藤原忠兼（正四位下、左中将）                      |
| 花園     | 正和4年12月28日    | 1316 | 藤原隆有（正四位下、左中将、25歳）                | —                                                 |
| 花園     | 正和5年1月11日     | 1316 | 藤原隆有（正四位下、左中将、25歳）                | 藤原顕親（従四位上、左中弁）                      |
| 花園     | 文保元年2月5日     | 1317 | 藤原公躬（正四位下、右中将、27歳）                | 藤原実次（正四位下、左中将、18歳）                |
| 花園     | 文保元年12月22日   | 1318 | 藤原俊実（正四位上、右大弁）                      | 藤原実次（正四位下、左中将、18歳）                |
| 花園     | 文保2年1月22日     | 1318 | 藤原俊実（正四位上、右大弁）                      | 藤原忠朝（正四位下、刑部卿）                      |
| 花園     | 文保2年2月11日     | 1318 | 藤原資教（正四位下、宮内卿）                      | 藤原忠朝（正四位下、刑部卿）                      |
| 後醍醐   | 文保2年2月26日     | 1318 | 藤原隆長（正四位上、散位、42歳）                  | —                                                 |
| 後醍醐   | 文保2年2月29日     | 1318 | 藤原隆長（正四位上、散位、42歳）                  | 源光忠（正四位下、左中将、35歳）                  |
| 後醍醐   | 文保2年8月24日     | 1318 | 藤原公明（正四位下、内蔵頭修理大夫、38歳）        | 源光忠（正四位下、左中将、35歳）                  |
| 後醍醐   | 元応元年3月9日     | 1319 | 藤原成隆（正四位上、宮内卿、31歳）                | 源光忠（正四位下、左中将、35歳）                  |
| 後醍醐   | 元応元年5月15日    | 1319 | 藤原成隆（正四位上、宮内卿、31歳）                | 藤原経宣（正四位上、右大弁、41歳）                |
| 後醍醐   | 元応2年3月24日     | 1320 | 藤原光業（正四位下、修理権大夫、35歳）            | 藤原資朝（正四位下、春宮亮、31歳）                |
| 後醍醐   | 元応2年12月9日     | 1321 | 藤原公泰（正四位下、左中将、16歳）                | 藤原資朝（正四位下、春宮亮、31歳）                |
| 後醍醐   | 元亨元年4月6日     | 1321 | 藤原公泰（正四位下、左中将、16歳）                | 藤原冬方（正四位下、修理権大夫、37歳）            |
| 後醍醐   | 元亨元年6月6日     | 1321 | 藤原為定（正四位下、左中将、33歳）                | 藤原冬方（正四位下、修理権大夫、37歳）            |
| 後醍醐   | 元亨3年1月13日     | 1323 | 藤原藤房（正四位上、中宮亮、28歳）                | 藤原宗平（正四位下、右中将、26歳）                |
| 後醍醐   | 元亨4年4月27日     | 1324 | 藤原冬信（正四位下、右中将、16歳）                | 平成輔（正四位下、中宮亮、34歳）                  |
| 後醍醐   | 元亨4年8月16日     | 1324 | —                                                 | 平成輔（正四位下、中宮亮、34歳）                  |
| 後醍醐   | 元亨4年9月2日      | 1324 | 源具行（正四位下、少納言、35歳）                  | 平成輔（正四位下、中宮亮、34歳）                  |
| 後醍醐   | 元亨4年11月11日    | 1324 | 源具行（正四位下、少納言、35歳）                  | 源国資（正四位下、宮内卿）                        |
| 後醍醐   | 正中3年2月19-29日  | 1326 | 藤原隆資（正四位下、右中将、34歳）                | 藤原資房（正四位下、左大弁、33歳）                |
| 後醍醐   | 嘉暦2年3月24日     | 1327 | 平成輔（正四位下、治部卿、37歳）                  | 藤原資房（正四位下、左大弁、33歳）                |
| 後醍醐   | 嘉暦2年7月16日     | 1327 | 藤原俊氏（正四位下、左中将）                      | 藤原実治（正四位下、内蔵頭左中弁、36歳）          |
| 後醍醐   | 嘉暦2年11月10日    | 1327 | 藤原光継（正四位下、宮内卿）                      | 藤原実治（正四位下、内蔵頭左中弁、36歳）          |
| 後醍醐   | 嘉暦3年6月13日     | 1328 | 藤原光継（正四位下、宮内卿）                      | 藤原実守（正四位下、左中将、15歳）                |
| 後醍醐   | 嘉暦3年9月23日     | 1328 | 源親光（正四位下、左中将、42歳）                  | 藤原季房（従四位上、中宮亮左中弁）                |
| 後醍醐   | 嘉暦4年2月12-13日  | 1329 | 平範高（正四位下、左京権大夫）                    | 藤原季房（従四位上、中宮亮左中弁）                |
| 後醍醐   | 元徳元年11月9日    | 1329 | 藤原経顕（正四位下、春宮亮）                      | 藤原季房（従四位上、中宮亮左中弁）                |
| 後醍醐   | 元徳2年4月6日      | 1330 | 平宗経（正四位下、宮内卿、37歳）                  | 藤原光顕（正四位下、左中弁）                      |
| 後醍醐   | 元徳3年1月13日     | 1331 | 藤原長光（正四位下、中宮亮、23歳）                | 藤原冬長（正四位下、左中弁）                      |
| 光厳     | 元弘元年9月20日    | 1331 | 藤原隆蔭（正四位下、散位、35歳）                  | 藤原長光（正四位下、右兵衛督、23歳）              |
| 光厳     | 元弘元年12月1日    | 1331 | 藤原実継（正四位下、右中将、19歳）                | 藤原長光（正四位下、右兵衛督、23歳）              |
| 光厳     | 正慶元年10月21日   | 1332 | 藤原頼教（正四位下、刑部卿）                      | 藤原宗兼（従四位下、春宮亮）                      |
| 後醍醐   | 元弘3年6月         | 1333 | 源忠顕（正四位下、左中将）                        | ー                                                |
| 後醍醐   | 元弘3年9月10日     | 1333 | 藤原経季（従四位上、宮内卿、37歳）                | ー                                                |
| 後醍醐   | 建武元年2月23日    | 1334 | 藤原経季（従四位上、宮内卿、37歳）                | 藤原宗兼（従四位上、右中将、34歳）                |
| 後醍醐   | 延元元年3月2日     | 1336 | 藤原宣明（正四位下、左中弁、35歳）                | 藤原行房（正四位下、大膳大夫）                    |
| 後醍醐   | 延元元年5月27日    | 1336 | ー                                                | 藤原行房（正四位下、大膳大夫）                    |
| 光明     | 建武3年8月15日     | 1336 | 源重資（正四位下、内蔵頭、31歳）                  | 藤原頼教（正四位下、散位）                        |
| 光明     | 建武4年3月29日     | 1337 | 藤原実継（正四位下、右中将、25歳）                | 藤原宣明（正四位下、右大弁、36歳）                |
| 光明     | 暦応元年12月1日    | 1338 | 藤原公尚（正四位下、右中将、34歳）                | 藤原宣明（正四位下、右大弁、36歳）                |
| 光明     | 暦応2年2月2日      | 1339 | 藤原為治（正四位下、右大弁）                      | 藤原宣明（正四位下、右大弁、36歳）                |
| 光明     | 暦応2年4月18日     | 1339 | 藤原為治（正四位下、右大弁）                      | 藤原資兼（正四位下、右中将、26歳）                |
| 光明     | 暦応3年7月19日     | 1340 | 藤原隆職（正四位下、左中将、36歳）                | 藤原隆持（正四位下、春宮亮内蔵頭、24歳）          |
| 光明     | 暦応4年12月22日    | 1341 | 藤原忠季（正四位下、左中将、20歳）                | 藤原隆持（正四位下、春宮亮内蔵頭、24歳）          |
| 光明     | 康永元年12月21日   | 1343 | 藤原定親（正四位下、宮内卿、32歳）                | 藤原国俊（正四位下、左大弁、32歳）                |
| 光明     | 康永2年9月13日     | 1343 | 藤原基隆（正四位下、右中将、30歳）                | 藤原国俊（正四位下、左大弁、32歳）                |
| 光明     | 康永2年12月22日    | 1343 | 藤原基隆（正四位下、右中将、30歳）                | 藤原藤長（正四位上、右大弁、25歳）                |
| 光明     | 康永3年7月29日     | 1344 | 藤原宗光（正四位下、左中弁、23歳）                | 藤原藤長（正四位上、右大弁、25歳）                |
| 光明     | 貞和元年4月16-26日 | 1345 | 藤原宗光（正四位下、左中弁、23歳）                | 藤原広通（正四位下、左中将、26歳）                |
| 光明     | 貞和元年11月14日   | 1345 | 藤原宗光（正四位下、左中弁、23歳）                | 藤原経隆（正四位下、宮内卿、37歳）                |
| 光明     | 貞和3年6月12日     | 1347 | ー                                                | 藤原経隆（正四位下、宮内卿、37歳）                |
| 光明     | 貞和3年7月10日     | 1347 | 藤原公冬（正四位下、左中将、18歳）                | 藤原経隆（正四位下、宮内卿、37歳）                |
| 光明     | 貞和3年12月27日    | 1348 | 藤原長顕（従四位上、春宮亮左中弁、27歳）          | 平行兼（正四位下、宮内卿、32歳）                  |
| 光明     | 貞和4年10月7日     | 1348 | 藤原長顕（従四位上、春宮亮左中弁、27歳）          | 藤原定宗（正四位下、左中将、32歳）                |
| 崇光     | 貞和4年10月27日    | 1348 | 藤原定宗（正四位下、左中将、32歳）                | 藤原長顕（正四位下、治部卿、28歳）                |
| 崇光     | 貞和4年12月24日    | 1349 | 藤原定宗（正四位下、左中将、32歳）                | 藤原宗雅（正四位下、左中将、28歳）                |
| 崇光     | 貞和5年9月13日     | 1349 | 藤原宗重（正四位上、左中将、46歳）                | 藤原仲房（正四位下、右大弁、28歳）                |
| 崇光     | 観応元年6月19日    | 1350 | 藤原伊俊（正四位下、右中将、49歳）                | 藤原仲房（正四位下、右大弁、28歳）                |
| 崇光     | 観応2年8月13日     | 1351 | 藤原兼綱（正四位下、前右大弁、38歳）              | 藤原仲房（正四位下、右大弁、28歳）                |
| 後光厳   | 観応3年8月17日     | 1352 | 藤原仲房（正四位上、左大弁、30歳）                | 藤原兼綱（正四位下、前右大弁、39歳）              |
| 後光厳   | 文和2年7月23日     | 1353 | 藤原俊冬（正四位下、右大弁、36歳）                | 藤原兼綱（正四位下、前右大弁、39歳）              |
| 後光厳   | 文和4年8月13日     | 1355 | 藤原教光（正四位下、左兵衛督、29歳）              | 藤原経方（正四位下、左中弁、21歳）                |
| 後光厳   | 文和5年1月28日     | 1356 | 藤原時光（正四位下、左中弁、29歳）                | 藤原隆家（正四位下、左中将、19歳）                |
| 後光厳   | 延文3年8月12日     | 1358 | 平親顕（従四位上、権右中弁、42歳）                | 藤原忠光（従四位上、右中弁、24歳）                |
| 後光厳   | 延文5年4月16日     | 1360 | 藤原隆右（正四位下、右中将、37歳）                | 藤原忠光（従四位上、右中弁、24歳）                |
| 後光厳   | 延文6年3月27日     | 1361 | 平行時（正四位下、宮内卿、38歳）                  | 藤原実綱（正四位下、左中将）                      |
| 後光厳   | 康安2年5月7日      | 1362 | 藤原資定（正四位下、右大弁）                      | 藤原為遠（従四位下、左中将、21歳）                |
| 後光厳   | 貞治2年4月20日     | 1363 | 平信兼（従四位上、宮内卿）                        | 藤原為遠（従四位下、左中将、21歳）                |
| 後光厳   | 貞治3年4月14日     | 1364 | 平信兼（従四位上、宮内卿）                        | 藤原隆仲（従四位上、左中将、23歳）                |
| 後光厳   | 貞治4年8月13日     | 1365 | ー                                                | 藤原隆仲（従四位上、左中将、23歳）                |
| 後光厳   | 貞治4年8月20日     | 1365 | 平行知（従四位上、左京大夫）                      | 藤原隆仲（従四位上、左中将、23歳）                |
| 後光厳   | 貞治6年2月13日     | 1366 | 藤原嗣房（従四位上、左中弁、25歳）                | 藤原公時（正四位下、右中将、26歳）                |
| 後光厳   | 応安3年8月14日     | 1370 | 藤原宗泰（正四位下、左中将）                      | 藤原基光（正四位下、左中将）                      |
| 後円融   | 応安4年3月23日     | 1371 | 藤原宗泰（正四位下、左中将）                      | 藤原基光（正四位下、右中将）                      |
| 後円融   | 応安6年4月26日     | 1373 | 藤原長宗（正四位上、右大弁）                      | 藤原宣方（従四位上、左中弁）                      |
| 後円融   | 永和元年11月11日   | 1375 | 藤原隆広（正四位下、右中将）                      | 藤原宣方（従四位上、左中弁）                      |
| 後円融   | 永和2年2月12日     | 1376 | 藤原資康（正四位上、右大弁、29歳）                | 藤原仲光（正四位下、左中弁、37歳）                |
| 後円融   | 永和4年3月24日     | 1378 | 藤原宗顕（正四位下、右中弁）                      | 藤原資教（従四位下、権右中弁、23歳）              |
| 後円融   | 永和4年12月13日    | 1379 | 藤原親雅（正四位下、左中将）                      | 藤原俊任（正四位下、権右中弁）                    |
| 後円融   | 康暦元年閏4月3日   | 1379 | ー                                                | 藤原俊任（正四位下、権右中弁）                    |
| 後円融   | 康暦元年5月6日     | 1379 | 藤原経重（正四位下、左中弁、25歳）                | 藤原俊任（正四位下、権右中弁）                    |
| 後円融   | 康暦元年12月7日    | 1380 | 藤原経重（正四位下、左中弁、25歳）                | 藤原親雅（正四位上、宮内卿）                      |
| 後円融   | 康暦2年12月16日    | 1381 | 藤原経重（正四位下、左中弁、25歳）                | 藤原公仲（従四位上、右中将、23歳）                |
| 後円融   | 永徳元年8月14日    | 1381 | 藤原氏房（従四位下、右兵衛督）                    | 藤原公仲（従四位上、右中将、23歳）                |
| 後小松   | 永徳2年4月11日     | 1382 | 藤原公仲（正四位上、右中将、25歳）                | 藤原氏房（従四位下、右兵衛督）                    |
| 後小松   | 永徳2年5月9日      | 1382 | ー                                                | 藤原氏房（従四位下、右兵衛督）                    |
| 後小松   | 永徳2年5月23日     | 1382 | 藤原兼長（従四位下、左中弁、26歳）                | 藤原氏房（従四位下、右兵衛督）                    |
| 後小松   | 永徳2年8月14日     | 1382 | 藤原兼長（従四位下、左中弁、26歳）                | ー                                                |
| 後小松   | 永徳2年11月6日     | 1382 | 藤原頼房（従四位下、右中弁）                      | 藤原資衡（従四位下、左中弁、20歳）                |
| 後小松   | 嘉慶2年5月26日     | 1388 | 藤原家房（従四位上、前丹波守、35歳）              | 平知輔（従四位上、前甲斐守）                      |
| 後小松   | 明徳3年8月22日     | 1392 | 藤原資藤（正四位上、左大弁、27歳）                | 藤原重光（正四位上、右大弁、23歳）                |
| 後小松   | 明徳3年12月22日    | 1393 | ー                                                | 藤原重光（正四位上、右大弁、23歳）                |
| 後小松   | 明徳3年12月26日    | 1393 | 藤原隆信（正四位下、右中将）                      | 藤原資国（正四位下、左中弁、27歳）                |
| 後小松   | 応永元年12月25日   | 1394 | 藤原隆信（正四位下、右中将）                      | ー                                                |
| 後小松   | 応永元年12月30日   | 1394 | 藤原隆信（正四位下、右中将）                      | 藤原兼宣（正四位下、左中弁、29歳）                |
| 後小松   | 応永2年6月3日      | 1394 | 藤原満親（正四位下、左中将、25歳）                | 藤原兼宣（正四位下、左中弁、29歳）                |
| 後小松   | 応永7年12月20日    | 1401 | 藤原満親（正四位下、左中将、25歳）                | 藤原実清（正四位下、右中将、28歳）                |
| 後小松   | 応永9年7月22日     | 1402 | 藤原宣俊（正四位上、左大弁、32歳）管領            | 藤原実清（正四位下、右中将、28歳）                |
| 後小松   | 応永10年3月23日    | 1403 | 藤原宣俊（正四位上、左大弁、32歳）管領            | 藤原資家（正四位上、右大弁）                      |
| 後小松   | 応永11年3月17日    | 1404 | 藤原経豊（正四位上、左中弁）                      | 藤原資家（正四位上、右大弁）                      |
| 後小松   | 応永12年3月17日    | 1405 | 藤原宗量（正四位下、右中将）                      | 藤原豊房（従四位上、左中弁）                      |
| 後小松   | 応永13年8月17日    | 1406 | 藤原宗量（正四位下、右中将）                      | 藤原定顕（従四位上、左中弁）                      |
| 後小松   | 応永15年4月24日    | 1408 | 藤原豊光（従四位上、左大弁、31歳）？              | 藤原定顕（従四位上、左中弁）                      |
| 後小松   | 応永15年12月30日   | 1409 | ー                                                | 藤原定顕（従四位上、左中弁）                      |
| 後小松   | 応永16年7月23日    | 1409 | 藤原実秀（従四位上、右中将、22歳）                | 藤原有光（従四位上、左中弁、33歳）                |
| 後小松   | 応永18年11月25日   | 1411 | 藤原清長（正四位下、右大弁、31歳）                | 藤原家俊（従四位上、左中弁、34歳）                |
| 称光     | 応永19年8月29日    | 1412 | 藤原清長（正四位上、右大弁、32歳）                | 藤原家俊（正四位上、左中弁、35歳）                |
| 称光     | 応永20年2月1日     | 1413 | 藤原基秀（正四位下、右中将、49歳）                | 藤原家俊（正四位上、左中弁、35歳）                |
| 称光     | 応永21年3月16日    | 1414 | 藤原清房（従四位上、右兵衛督）                    | 藤原宣輔（従四位上、左中弁、23歳）                |
| 称光     | 応永21年11月4日    | 1414 | 藤原時房（従四位下、左大弁、21歳）                | 藤原宣輔（従四位上、左中弁、23歳）                |
| 称光     | 応永22年3月28日    | 1415 | 藤原時房（従四位下、左大弁、21歳）                | ー                                                |
| 称光     | 応永22年10月1日    | 1415 | 藤原時房（従四位下、左大弁、21歳）                | 藤原資光（正四位下、右大弁、24歳）                |
| 称光     | 応永23年11月4日    | 1416 | 藤原公保（正四位下、右中将、19歳）                | 藤原義資（正四位下、左中弁、22歳）                |
| 称光     | 応永25年12月2日    | 1419 | 藤原藤光（従四位下、右中弁、28歳）                | 藤原義資（正四位下、左中弁、22歳）                |
| 称光     | 応永26年3月10日    | 1419 | 藤原行光（従四位下、左中弁、27歳）                | 藤原経興（従四位下、右中弁、24歳）                |
| 称光     | 応永27年閏1月10日  | 1420 | ー                                                | ー                                                |
| 称光     | 応永27年閏1月13日  | 1420 | 藤原定親（正四位下、左中将、20歳）                | 藤原盛光（従四位下、右大弁）                      |
| 称光     | 応永28年3月16日    | 1421 | ー                                                | 藤原盛光（従四位下、右大弁）                      |
| 称光     | 応永28年7月5日     | 1421 | 藤原定親（正四位下、左中将）                      | 藤原宗豊（従四位上、左中弁）                      |
| 称光     | 応永28年12月21日   | 1422 | 藤原宗継（正四位下、左中将、22歳）                | 藤原宗豊（従四位上、左中弁）                      |
| 称光     | 応永29年10月28日   | 1422 | 藤原宗継（正四位下、左中将、22歳）                | ー                                                |
| 称光     | 応永30年1月20日    | 1423 | 藤原宗継（正四位下、左中将、22歳）                | 藤原宣光（従四位上、右中弁、23歳）                |
| 称光     | 応永30年3月20日    | 1423 | 藤原秀光（従四位上、左中弁、22歳）                | 藤原宣光（従四位上、右中弁、23歳）                |
| 称光     | 応永32年6月7日     | 1425 | 藤原隆夏（正四位下、左中将）                      | 藤原基世（正四位下、左中将、23歳）                |
| 後花園   | 正長元年7月28日    | 1428 | 藤原隆夏（正四位下、左中将）                      | 藤原基世（正四位下、右中将）                      |
| 後花園   | 正長元年11月3日    | 1428 | 藤原房長（従四位上、左大弁）                      | 藤原忠長（従四位下、右大弁）                      |
| 後花園   | 永享2年11月        | 1430 | ー                                                | 藤原忠長（従四位下、右大弁）                      |
| 後花園   | 永享3年3月29日     | 1431 | 藤原隆遠（従四位下、左中将、24歳）                | 藤原忠長（従四位下、右大弁）                      |
| 後花園   | 永享4年4月23日     | 1432 | 藤原実雅（正四位下、右中将、24歳）                | 藤原忠長（従四位下、右大弁）                      |
| 後花園   | 永享4年7月25日     | 1432 | 藤原隆遠（従四位下、左中将、24歳）                | 藤原忠長（従四位下、右大弁）                      |
| 後花園   | 永享8年5月15日     | 1436 | 藤原隆遠（従四位下、左中将、24歳）                | ー                                                |
| 後花園   | 永享8年11月2日     | 1436 | 藤原隆遠（従四位下、左中将、24歳）                | 藤原資親（従四位上、左中弁）管領                  |
| 後花園   | 永享10年3月30日    | 1438 | 藤原持季（従四位上、右中将、24歳）                | 藤原幸房（従四位下、左中弁）                      |
| 後花園   | 永享11年1月        | 1439 | 藤原持季（従四位上、右中将、24歳）                | ー                                                |
| 後花園   | 永享11年10月1日    | 1439 | 藤原持季（従四位上、右中将、24歳）                | 藤原明豊（従四位下、左中弁、26歳）                |
| 後花園   | 嘉吉元年3月16日    | 1441 | 藤原長淳（従四位下、右中弁）                      | 藤原明豊（従四位下、左中弁、26歳）                |
| 後花園   | 嘉吉元年7月        | 1441 | ー                                                | 藤原明豊（従四位下、左中弁、26歳）                |
| 後花園   | 嘉吉元年11月7日    | 1441 | 藤原資任（従四位下、右中弁、25歳）                | 藤原明豊（従四位下、左中弁、26歳）                |
| 後花園   | 文安元年3月29日    | 1444 | 藤原資任（従四位下、右中弁、25歳）                | 藤原隆富（正四位下、左中将）                      |
| 後花園   | 文安元年7月10日    | 1444 | ー                                                | 藤原隆富（正四位下、左中将）                      |
| 後花園   | 文安元年7月26日    | 1444 | 藤原公綱（従四位下、右中将、23歳）管領            | 藤原隆富（正四位下、左中将）                      |
| 後花園   | 文安2年12月29日    | 1446 | 藤原公綱（従四位下、右中将、23歳）管領            | ー                                                |
| 後花園   | 文安3年1月29日     | 1446 | 藤原公久（正四位下、右中将、56歳）                | 藤原親通（従四位下、左中将、21歳）管領            |
| 後花園   | 文安4年3月17日     | 1447 | 藤原資綱（従四位下、右大弁、29歳）                | 藤原俊秀（従四位下、左大弁、25歳）                |
| 後花園   | 文安6年3月27日     | 1449 | 藤原教忠（正四位下、左中弁、27歳）                | 藤原冬房（正四位下、右中弁、27歳）                |
| 後花園   | 宝徳2年3月27日     | 1450 | 藤原勝光（従四位下、右中弁、21歳）                | 藤原冬房（正四位下、右中弁、27歳）                |
| 後花園   | 宝徳2年4月12日     | 1450 | 藤原勝光（従四位下、右中弁、21歳）                | ー                                                |
| 後花園   | 宝徳2年5月3日      | 1450 | 藤原勝光（従四位下、右中弁、21歳）                | 藤原基有（従四位下、左中将、28歳）                |
| 後花園   | 宝徳2年10月7日     | 1450 | ー                                                | 藤原基有（従四位下、左中将、28歳）                |
| 後花園   | 宝徳2年10月9日     | 1450 | 藤原親長（正四位下、左中弁、27歳）                | 藤原基有（従四位下、左中将、28歳）                |
| 後花園   | 宝徳3年2月2日      | 1451 | 藤原親長（正四位下、左中弁、27歳）                | 藤原資継（正四位下、左中将、35歳）                |
| 後花園   | 宝徳4年3月23日     | 1452 | 藤原教秀（正四位下、左中弁、27歳）                | 藤原公澄（正四位下、右中将、22歳）                |
| 後花園   | 享徳2年3月24日     | 1453 | 源雅行（従四位上、右中将、20歳）                  | 藤原綱光（正四位下、右中弁、22歳）                |
| 後花園   | 享徳3年3月23日     | 1454 | 源雅行（従四位上、右中将、20歳）                  | 藤原資世（正四位下、左中弁、37歳）管領            |
| 後花園   | 康正2年3月29日     | 1456 | 藤原教国（正四位下、左中将、22歳）                | 藤原高清（正四位下、左中弁、22歳）管領            |
| 後花園   | 長禄2年5月14日     | 1458 | 藤原公躬（正四位下、右中将、18歳）                | 藤原経茂（正四位下、右大弁、29歳）管領            |
| 後花園   | 長禄2年7月25日     | 1458 | 藤原隆頼（従四位上、左中将）                      | 藤原経茂（正四位下、右大弁、29歳）管領            |
| 後花園   | 長禄4年12月5日     | 1461 | 藤原隆頼（従四位上、左中将）                      | ー                                                |
| 後花園   | 寛正元年12月22日   | 1461 | 藤原隆頼（従四位上、左中将）                      | 藤原益光（従四位下、右大弁、21歳）管領            |
| 後花園   | 寛正元年12月29日   | 1461 | ー                                                | 藤原益光（従四位下、右大弁、21歳）管領            |
| 後花園   | 寛正2年1月10日     | 1461 | 藤原宣胤（従四位下、左中弁、20歳）                | 藤原益光（従四位下、右大弁、21歳）管領            |
| 後花園   | 寛正4年12月6日     | 1464 | 藤原宣胤（従四位下、左中弁、20歳）                | ー                                                |
| 後花園   | 寛正4年12月15日    | 1464 | 藤原宣胤（従四位下、左中弁、20歳）                | 藤原宗綱（正四位下、左中将、19歳）                |
| 後土御門 | 寛正5年7月19日     | 1464 | 藤原宣胤（正四位上、左中弁、23歳）                | 藤原宗綱（正四位上、右中将、20歳）                |
| 後土御門 | 文正元年3月29日    | 1466 | 藤原俊顕（正四位下、左中弁、24歳）                | 藤原宗綱（正四位上、右中将、20歳）                |
| 後土御門 | 文正元年10月23日   | 1466 | 藤原俊顕（正四位下、左中弁、24歳）                | ー                                                |
| 後土御門 | 文正元年10月24日   | 1466 | 藤原俊顕（正四位下、左中弁、24歳）                | 藤原資冬（従四位上、左中将、24歳）                |
| 後土御門 | 応仁元年3月27日    | 1467 | 藤原広光（正四位下、左中弁、24歳）                | 藤原資冬（従四位上、左中将、24歳）                |
| 後土御門 | 文明元年6月        | 1469 | 藤原広光（正四位下、左中弁、24歳）                | 藤原春房（正四位下、右大弁）                      |
| 後土御門 | 文明元年11月2日    | 1469 | 藤原種光（正四位下、右中弁、29歳）                | 藤原春房（正四位下、右大弁）                      |
| 後土御門 | 文明2年12月18日    | 1471 | 藤原種光（正四位下、右中弁、29歳）                | 藤原量光（従四位上、左中弁、23歳）管領            |
| 後土御門 | 文明2年12月24日    | 1471 | ー                                                | 藤原量光（従四位上、左中弁、23歳）管領            |
| 後土御門 | 文明3年2月27日     | 1471 | 藤原公兼（従四位上、右中将、29歳）                | 藤原量光（従四位上、左中弁、23歳）管領            |
| 後土御門 | 文明7年1月28日     | 1475 | 藤原兼顕（正四位下、左中弁、27歳）                | 藤原実隆（正四位下、右中将、21歳）                |
| 後土御門 | 文明9年12月30日    | 1478 | 藤原実興（従四位上、右中将、21歳）                | 藤原宣親（従四位下、左中将、20歳）                |
| 後土御門 | 文明12年3月29日    | 1480 | ー                                                | 藤原宣親（従四位下、左中将、20歳）                |
| 後土御門 | 文明13年8月19日    | 1481 | 藤原政顕（従四位下、左中弁、28歳）                | 藤原宣親（従四位下、左中将、20歳）                |
| 後土御門 | 文明13年8月29日    | 1481 | 藤原政顕（従四位下、左中弁、28歳）                | ー                                                |
| 後土御門 | 文明13年12月3日    | 1481 | 藤原政顕（従四位下、左中弁、28歳）                | 藤原元長（従四位下、右中弁、26歳）                |
| 後土御門 | 文明15年11月9日    | 1483 | 藤原基富（従四位下、左中将、27歳）                | 藤原元長（従四位下、右中弁、26歳）                |
| 後土御門 | 文明18年7月        | 1486 | ー                                                | 藤原元長（従四位下、右中弁、26歳）                |
| 後土御門 | 文明18年8月6日     | 1486 | 藤原政資（正四位下、右中弁、18歳）                | 藤原元長（従四位下、右中弁、26歳）                |
| 後土御門 | 文明18年8月9日     | 1486 | 藤原政資（正四位下、右中弁、18歳）                | 藤原光忠（正四位下、右大弁、46歳）                |
| 後土御門 | 長享2年9月17日     | 1488 | 藤原実隆（従四位上、右中将）                      | 藤原実望（従四位下、右中将、26歳）                |
| 後土御門 | 延徳2年3月11日     | 1490 | 藤原俊名（従四位上、左中弁、28歳）                | 藤原実望（従四位下、右中将、26歳）                |
| 後土御門 | 延徳4年1月21日     | 1492 | 藤原俊名（従四位上、左中弁、28歳）                | 源重経（正四位下、右中将、28歳）                  |
| 後土御門 | 明応4年2月9日      | 1495 | 藤原宣秀（従四位上、右中弁、27歳）                | 源重経（正四位下、右中将、28歳）                  |
| 後土御門 | 明応5年8月17日     | 1496 | 藤原宣秀（従四位上、右中弁、27歳）                | 藤原守光（従四位下、右中弁、26歳）                |
| 後土御門 | 明応8年4月26日     | 1499 | ー                                                | 藤原守光（従四位下、右中弁、26歳）                |
| 後土御門 | 明応8年5月2日      | 1499 | 藤原冬光（従四位下、右中弁、27歳）                | 藤原守光（従四位下、右中弁、26歳）                |
| 後柏原   | 明応9年10月25日    | 1500 | 藤原守光（正四位上、左中弁、30歳）                | ー                                                |
| 後柏原   | 明応9年12月28日    | 1501 | 藤原守光（正四位上、左中弁、30歳）                | 藤原賢房（従四位下、右中弁、35歳）永正2-6-16管領  |
| 後柏原   | 永正2年5月6日      | 1505 | 藤原公条（正四位下、右中将、19歳）永正2-11-19管領 | 藤原賢房（従四位下、右中弁、35歳）永正2-6-16管領  |
| 後柏原   | 永正2年10月7日     | 1505 | 藤原公条（正四位下、右中将、19歳）永正2-11-19管領 | ー                                                |
| 後柏原   | 永正2年11月19日    | 1505 | 藤原公条（正四位下、右中将、19歳）永正2-11-19管領 | 藤原尚顕（従四位下、右中弁、28歳）                |
| 後柏原   | 永正4年4月26日     | 1507 | ー                                                | 藤原尚顕（従四位下、右中弁、28歳）                |
| 後柏原   | 永正4年4月30日     | 1507 | 藤原康親（正四位下、左中将、23歳）                | 藤原尚顕（従四位下、右中弁、28歳）                |
| 後柏原   | 永正5年1月5日      | 1508 | 藤原康親（正四位下、左中将、23歳）                | ー                                                |
| 後柏原   | 永正5年1月6日      | 1508 | 藤原康親（正四位下、左中将、23歳）                | 藤原実胤（従四位下、左中将、19歳）                |
| 後柏原   | 永正8年10月11日    | 1511 | 藤原伊長（従四位下、左中弁、28歳）                | 藤原実胤（従四位下、左中将、19歳）                |
| 後柏原   | 永正9年9月30日     | 1512 | 藤原伊長（従四位下、左中弁、28歳）                | 藤原公兄（従四位上、右中将、19歳）                |
| 後柏原   | 永正15年6月23日    | 1518 | 藤原内光（正四位下、右大弁、30歳）                | 藤原公兄（従四位上、右中将、19歳）                |
| 後柏原   | 永正15年8月5日     | 1518 | 藤原内光（正四位下、右大弁、30歳）                | 藤原秀房（正四位下、左中弁、27歳）                |
| 後柏原   | 永正18年6月4日     | 1521 | ー                                                | 藤原秀房（正四位下、左中弁、27歳）                |
| 後柏原   | 永正18年6月27日    | 1521 | 源重親（正四位下、右中将、27歳）                  | 藤原秀房（正四位下、左中弁、27歳）                |
| 後柏原   | 永正18年7月1日     | 1521 | 源重親（正四位下、右中将、27歳）                  | 藤原季国（従四位上、右中将、29歳）                |
| 後柏原   | 大永4年1月26日     | 1524 | ー                                                | 藤原季国（従四位上、右中将、29歳）                |
| 後柏原   | 大永4年1月28日     | 1524 | 藤原資定（正四位上、左中弁、30歳）                | 藤原季国（従四位上、右中将、29歳）                |
| 後柏原   | 大永4年2月2日      | 1524 | 藤原資定（正四位上、左中弁、30歳）                | ー                                                |
| 後柏原   | 大永4年3月25日     | 1524 | 藤原資定（正四位上、左中弁、30歳）                | 藤原宗藤（正四位下、左中将）                      |
| 後柏原   | 大永5年6月         | 1525 | 藤原資定（正四位上、左中弁、30歳）                | ー                                                |
| 後奈良   | 大永6年4月29日     | 1526 | 藤原資定（正四位上、左大弁、32歳）                | ー                                                |
| 後奈良   | 大永6年6月6日      | 1526 | 藤原資定（正四位上、左大弁、32歳）                | 藤原頼継（正四位上、右大弁、35歳）                |
| 後奈良   | 大永8年4月13日     | 1528 | ー                                                | 藤原頼継（正四位上、右大弁、35歳）                |
| 後奈良   | 大永8年4月24日     | 1528 | 藤原実世（正四位下、右中将、18歳）享禄2-2-14管領  | 藤原頼継（正四位上、右大弁、35歳）                |
| 後奈良   | 享禄2年2月5日      | 1529 | 藤原実世（正四位下、右中将、18歳）享禄2-2-14管領  | ー                                                |
| 後奈良   | 享禄2年2月27日     | 1529 | 藤原実世（正四位下、右中将、18歳）享禄2-2-14管領  | 藤原尹豊（従四位下、左中弁、27歳）享禄3-2-12管領  |
| 後奈良   | 享禄3年1月28日     | 1530 | ー                                                | 藤原尹豊（従四位下、左中弁、27歳）享禄3-2-12管領  |
| 後奈良   | 享禄3年5月1日      | 1530 | 藤原兼秀（正四位下、左中弁、27歳）                | 藤原尹豊（従四位下、左中弁、27歳）享禄3-2-12管領  |
| 後奈良   | 天文元年8月8日     | 1532 | 藤原兼秀（正四位下、左中弁、27歳）                | ー                                                |
| 後奈良   | 天文元年8月10日    | 1532 | 藤原兼秀（正四位下、左中弁、27歳）                | 藤原公叙（従四位上、右中将、19歳）天文2-11-1管領  |
| 後奈良   | 天文4年10月26日    | 1535 | ー                                                | 藤原公叙（従四位上、右中将、19歳）天文2-11-1管領  |
| 後奈良   | 天文4年11月4日     | 1535 | 藤原光康（正四位下、左中弁、23歳）12-13管領       | 藤原公叙（従四位上、右中将、19歳）天文2-11-1管領  |
| 後奈良   | 天文4年12月4日     | 1536 | 藤原光康（正四位下、左中弁、23歳）12-13管領       | ー                                                |
| 後奈良   | 天文4年12月19日    | 1536 | 藤原光康（正四位下、左中弁、23歳）12-13管領       | 藤原孝親（従四位上、左中将、24歳）天文6-2-20管領  |
| 後奈良   | 天文6年2月19日     | 1537 | ー                                                | 藤原孝親（従四位上、左中将、24歳）天文6-2-20管領  |
| 後奈良   | 天文6年3月14日     | 1537 | 藤原晴光（正四位下、左中弁、20歳）                | 藤原孝親（従四位上、左中将、24歳）天文6-2-20管領  |
| 後奈良   | 天文7年4月28日     | 1538 | 藤原晴光（正四位下、左中弁、20歳）                | ー                                                |
| 後奈良   | 天文7年12月15日    | 1538 | 藤原晴光（正四位下、左中弁、20歳）                | 藤原惟房（正四位下、左中弁、26歳）天文8-2-13管領  |
| 後奈良   | 天文8年2月10日     | 1539 | 藤原資将（従四位下、左中弁、22歳）天文8-10-2管領  | 藤原惟房（正四位下、左中弁、26歳）天文8-2-13管領  |
| 後奈良   | 天文8年12月25日    | 1540 | 藤原資将（従四位下、左中弁、22歳）天文8-10-2管領  | ー                                                |
| 後奈良   | 天文8年12月30日    | 1540 | 藤原資将（従四位下、左中弁、22歳）天文8-10-2管領  | 藤原宣治（従四位下、右中弁、23歳）天文13-10-2管領 |
| 後奈良   | 天文13年2月24日    | 1544 | 藤原国光（従四位上、左中弁、18歳）天文14-7管領    | 藤原宣治（従四位下、右中弁、23歳）天文13-10-2管領 |
| 後奈良   | 天文14年7月20日    | 1545 | 藤原国光（従四位上、左中弁、18歳）天文14-7管領    | 藤原晴秀（正四位下、右中弁、23歳）天文16-3-20管領 |
| 後奈良   | 天文16年3月23日    | 1547 | 源重保（従四位上、右中将、23歳）天文19-11-1管領   | 藤原晴秀（正四位下、右中弁、23歳）天文16-3-20管領 |
| 後奈良   | 天文19年11月26日   | 1550 | 源重保（従四位上、右中将、23歳）天文19-11-1管領   | ー                                                |
| 後奈良   | 天文20年9月16日    | 1551 | 源重保（従四位上、右中将、23歳）天文19-11-1管領   | 藤原頼房（正四位上、左中弁、25歳）                |
| 後奈良   | 天文24年8月13日    | 1555 | ー                                                | 藤原頼房（正四位上、左中弁、25歳）                |
| 後奈良   | 弘治3年9月5日      | 1557 | ー                                                | 藤原頼房（正四位上、左中弁、25歳）                |

### 戦国〜江戸時代
| 天皇   | 着離任年月日       | 西暦 | 名（就任時の位階・主な官職・年齢）   | 名（就任時の位階・主な官職・年齢）   |
| ------ | ------------------ | ---- | ------------------------------------ | ------------------------------------ |
| 正親町 | 弘治3年10月27日    | 1557 | 藤原頼房（正四位上、左大弁、35歳）   | ー                                   |
| 正親町 | 永禄2年10月11日    | 1559 | 藤原頼房（正四位上、左大弁、35歳）   | 藤原淳光（従四位下、左中弁、19歳）   |
| 正親町 | 永禄3年2月5日      | 1560 | ー                                   | 藤原淳光（従四位下、左中弁、19歳）   |
| 正親町 | 永禄3年2月6日      | 1560 | 藤原輔房（従四位下、右中弁、19歳）   | 藤原淳光（従四位下、左中弁、19歳）   |
| 正親町 | 永禄6年7月6日      | 1563 | 藤原経元（従四位上、左中弁、28歳）   | ー                                   |
| 正親町 | 永禄6年7月23日     | 1563 | 藤原経元（従四位上、左中弁、28歳）   | 源重通（従四位上、右中将、17歳）     |
| 正親町 | 元亀元年5月23日    | 1570 | ー                                   | 源重通（従四位上、右中将、17歳）     |
| 正親町 | 元亀元年6月9日     | 1570 | 藤原晴豊（正四位上、左中弁、27歳）   | 源重通（従四位上、右中将、17歳）     |
| 正親町 | 元亀3年12月28日    | 1572 | 藤原実彦（正四位下、右中将、25歳）   | ー                                   |
| 正親町 | 元亀4年1月5日      | 1573 | 藤原実彦（正四位下、右中将、25歳）   | 藤原親綱（正四位下、左中将、30歳）   |
| 正親町 | 天正4年1月11日     | 1576 | ー                                   | ー                                   |
| 正親町 | 天正4年2月27日     | 1576 | 藤原光宣（正四位下、右大弁、28歳）   | 藤原輝資（従四位上、左中弁、22歳）   |
| 正親町 | 天正5年1月5日      | 1577 | ー                                   | ー                                   |
| 正親町 | 天正5年2月8日      | 1577 | 藤原宣教（従四位下、左中弁、34歳）   | 藤原兼勝（従四位上、右中弁、20歳）   |
| 正親町 | 天正6年4月1日      | 1578 | ー                                   | 藤原兼勝（従四位上、右中弁、20歳）   |
| 正親町 | 天正8年1月5日      | 1580 | ー                                   | ー                                   |
| 正親町 | 天正8年2月19日     | 1580 | 藤原定藤（従四位下、右中弁、19歳）   | ー                                   |
| 正親町 | 天正8年10月9日     | 1580 | ー                                   | ー                                   |
| 正親町 | 天正9年3月13日     | 1581 | 藤原慶親（従四位下、左少将、16歳）   |                                      |
| 正親町 | 天正9年12月24日    | 1581 | 藤原慶親（従四位下、左少将、16歳）   | 藤原充房（従四位下、右中弁、20歳）   |
| 後陽成 | 天正14年11月7日    | 1585 | 藤原充房（正四位上、右大弁、25歳）   | 藤原慶親（正四位上、左中将、21歳）   |
| 後陽成 | 天正17年1月6日     | 1589 | ー                                   | ー                                   |
| 後陽成 | 天正17年1月15日    | 1589 | 藤原頼宣（従四位下、左中弁、19歳）   | 藤原資胤（従四位下、右中弁、21歳）   |
| 後陽成 | 慶長2年1月14日     | 1597 | ー                                   | ー                                   |
| 後陽成 | 慶長2年1月16日     | 1597 | 藤原資勝（正四位上、左中弁、21歳）   | 藤原光豊（正四位上、右中弁、23歳）   |
| 後陽成 | 慶長4年11月17日    | 1599 | ー                                   | ー                                   |
| 後陽成 | 慶長4年12月11日    | 1599 | 藤原光広（従四位下、左中弁、21歳）   | ー                                   |
| 後陽成 | 慶長4年12月12日    | 1599 | 藤原光広（従四位下、左中弁、21歳）   | 藤原基継（従四位下、左中将）         |
| 後陽成 | 慶長6年2月         | 1601 | 藤原光広（従四位下、左中弁、21歳）   | ー                                   |
| 後陽成 | 慶長6年11月13日    | 1601 | 藤原光広（従四位下、左中弁、21歳）   | 藤原経遠（正四位下、右中弁、26歳）   |
| 後陽成 | 慶長7年7月14日     | 1602 | 藤原光広（従四位下、左中弁、21歳）   | ー                                   |
| 後陽成 | 慶長9年8月1日      | 1604 | 藤原光広（従四位下、左中弁、21歳）   | 藤原総光（従四位下、左中弁、25歳）   |
| 後陽成 | 慶長11年1月11日    | 1606 | ー                                   | 藤原総光（従四位下、左中弁、25歳）   |
| 後陽成 | 慶長11年1月21日    | 1606 | 藤原俊昌（従四位下、右中弁、25歳）   | 藤原総光（従四位下、左中弁、25歳）   |
| 後陽成 | 慶長14年1月11日    | 1609 | 藤原俊昌（従四位下、右中弁、25歳）   | ー                                   |
| 後陽成 | 慶長14年7月19日    | 1609 | ー                                   | ー                                   |
| 後陽成 | 慶長15年12月5日    | 1610 | 藤原実有（正四位下、右中将、23歳）   | ー                                   |
| 後陽成 | 慶長16年2月9日     | 1611 | 藤原実有（正四位下、右中将、23歳）   | 藤原基任（従四位下、左中将、39歳）   |
| 後水尾 | 慶長16年3月27日    | 1611 | 藤原実有（正四位上、右中将、24歳）   | 藤原基任（従四位上、左中将、39歳）   |
| 後水尾 | 慶長17年1月11日    | 1612 | ー                                   | ー                                   |
| 後水尾 | 慶長17年2月        | 1612 | 藤原孝房（正四位下、左大弁、21歳）   | ー                                   |
| 後水尾 | 慶長17年7月25日    | 1612 | 藤原孝房（正四位下、左大弁、21歳）   | 藤原宣衡（正四位下、右大弁、23歳）   |
| 後水尾 | 慶長18年1月12日    | 1613 | ー                                   | 藤原宣衡（正四位下、右大弁、23歳）   |
| 後水尾 | 慶長18年1月23日    | 1613 | 藤原共房（正四位上、左中弁、25歳）   | 藤原宣衡（正四位下、右大弁、23歳）   |
| 後水尾 | 慶長18年7月19日    | 1613 | 藤原共房（正四位上、左中弁、25歳）   | ー                                   |
| 後水尾 | 慶長18年7月22日    | 1613 | 藤原共房（正四位上、左中弁、25歳）   | 藤原光慶（正四位下、左中弁、23歳）   |
| 後水尾 | 慶長19年1月11日    | 1614 | ー                                   | 藤原光慶（正四位下、左中弁、23歳）   |
| 後水尾 | 慶長19年1月14日    | 1614 | 藤原兼賢（正四位上、右中弁、20歳）   | 藤原光慶（正四位下、左中弁、23歳）   |
| 後水尾 | 慶長19年7月24日    | 1614 | 藤原兼賢（正四位上、右中弁、20歳）   | 藤原業光（正四位下、左少弁、20歳）   |
| 後水尾 | 元和5年7月13日     | 1619 | 藤原季俊（従四位下、右少将、34歳）   | ー                                   |
| 後水尾 | 元和6年6月17日     | 1620 | 藤原季俊（従四位下、右少将、34歳）   | 藤原光賢（正四位下、左中弁、21歳）   |
| 後水尾 | 元和9年1月11日     | 1623 | ー                                   | 藤原光賢（正四位下、左中弁、21歳）   |
| 後水尾 | 寛永3年8月10日     | 1626 | 藤原元親（正四位下、左中将、34歳）   | 藤原光賢（正四位下、左中弁、21歳）   |
| 後水尾 | 寛永3年8月12日     | 1626 | 藤原元親（正四位下、左中将、34歳）   | 藤原基音（正四位下、左少将、23歳）   |
| 後水尾 | 寛永4年1月18日     | 1627 | ー                                   | 藤原基音（正四位下、左少将、23歳）   |
| 後水尾 | 寛永4年5月29日     | 1627 | 藤原時長（従四位下、左中弁）         | 藤原基音（正四位下、左少将、23歳）   |
| 後水尾 | 寛永6年7月21日     | 1629 | ー                                   | 藤原基音（正四位下、左少将、23歳）   |
| 後水尾 | 寛永6年10月11日    | 1629 | 藤原経広（正四位下、左中弁、24歳）   | 藤原基音（正四位下、左少将、23歳）   |
| 明正   | 寛永6年11月8日     | 1629 | 藤原基音（正四位上、左少将、25歳）   | 藤原経広（正四位上、右大弁、24歳）   |
| 明正   | 寛永8年1月12日     | 1631 | ー                                   | ー                                   |
| 明正   | 寛永8年12月15日    | 1631 | 藤原俊完（従四位下、左中弁、23歳）   | ー                                   |
| 明正   | 寛永8年12月24日    | 1631 | 藤原俊完（従四位下、左中弁、23歳）   | 藤原公景（正四位下、右中将、30歳）   |
| 明正   | 寛永9年4月11日     | 1632 | 藤原俊完（従四位下、左中弁、23歳）   | ー                                   |
| 明正   | 寛永9年4月23日     | 1632 | 藤原俊完（従四位下、左中弁、23歳）   | 藤原隆量（正四位下、左少将、27歳）   |
| 明正   | 寛永9年5月2日      | 1632 | 藤原共綱（従四位下、左中弁、21歳）   | 藤原隆量（正四位下、左少将、27歳）   |
| 明正   | 寛永16年9月15日    | 1639 | ー                                   | ー                                   |
| 明正   | 寛永16年閏11月18日 | 1639 | 藤原宣順（正四位上、右大弁、27歳）   | 藤原綱房（正四位下、左中弁、28際）   |
| 明正   | 寛永18年12月24日   | 1641 | 藤原宣順（正四位上、右大弁、27歳）   | ー                                   |
| 明正   | 寛永19年2月6日     | 1642 | 藤原綏光（正四位下、右大弁、27歳）   | 藤原隆基（正四位下、左中将、48歳）   |
| 明正   | 寛永19年7月8日     | 1642 | 藤原綏光（正四位下、右大弁、27歳）   | ー                                   |
| 明正   | 寛永19年7月11日    | 1642 | 藤原綏光（正四位下、右大弁、27歳）   | 藤原弘資（正四位下、左中弁、26歳）   |
| 後光明 | 寛永20年10月3日    | 1643 | 藤原綏光（正四位上、右大弁、27歳）   | 藤原弘資（正四位上、左中弁、26歳）   |
| 後光明 | 寛永20年10月16日   | 1643 | 藤原実豊（正四位下、右中将、25歳）   | 藤原頼業（正四位下、左中弁、29歳）   |
| 後光明 | 正保元年12月19日   | 1644 | 藤原資行（正四位下、右中弁、25歳）   | 藤原頼業（正四位下、左中弁、29歳）   |
| 後光明 | 正保2年10月18日    | 1645 | 藤原資行（正四位下、右中弁、25歳）   | 藤原資慶（正四位上、右中弁、24歳）   |
| 後光明 | 正保4年12月19日    | 1647 | 藤原基福（正四位下、左中将、26歳）   | 藤原資慶（正四位上、右中弁、24歳）   |
| 後光明 | 正保4年12月28日    | 1647 | 藤原基福（正四位下、左中将、26歳）   | 藤原嗣長（正四位下、左中弁、37歳）   |
| 後光明 | 慶安2年7月13日     | 1649 | ー                                   | 藤原嗣長（正四位下、左中弁、37歳）   |
| 後光明 | 慶安2年7月17日     | 1649 | ー                                   | ー                                   |
| 後光明 | 慶安2年7月20日     | 1649 | 藤原隆貞（正四位下、左中将、28歳）   | 藤原俊広（従四位下、左中弁、25歳）   |
| 後光明 | 承応元年11月12日   | 1652 | ー                                   | 藤原俊広（従四位下、左中弁、25歳）   |
| 後光明 | 承応元年11月26日   | 1652 | 藤原宗条（正四位下、左中将、28歳）   | 藤原俊広（従四位下、左中弁、25歳）   |
| 後光明 | 承応元年11月30日   | 1652 | 藤原宗条（正四位下、左中将、28歳）   | ー                                   |
| 後光明 | 承応元年12月10日   | 1652 | 藤原宗条（正四位下、左中将、28歳）   | 藤原煕房（従四位下、右中弁、20歳）   |
| 後西   | 承応3年11月28日    | 1654 | 藤原宗条（正四位上、左中将、30歳）   | 藤原煕房（正四位上、右中弁、22歳）   |
| 後西   | 承応3年12月18日    | 1654 | ー                                   | 藤原煕房（正四位上、右中弁、22歳）   |
| 後西   | 承応3年12月19日    | 1654 | 藤原英親（正四位下、左中将、28歳）   | 藤原煕房（正四位上、右中弁、22歳）   |
| 後西   | 承応4年1月11日     | 1655 | 藤原英親（正四位下、左中将、28歳）   | ー                                   |
| 後西   | 承応4年1月15日     | 1655 | 藤原英親（正四位下、左中将、28歳）   | 藤原雅房（従四位上、左中弁、22歳）   |
| 後西   | 承応4年1月19日     | 1655 | ー                                   | 藤原雅房（従四位上、左中弁、22歳）   |
| 後西   | 承応4年1月20日     | 1655 | 藤原基賢（正四位下、左中将、30歳）   | 藤原雅房（従四位上、左中弁、22歳）   |
| 後西   | 明暦2年1月11日     | 1656 | 藤原資煕（従四位上、左中弁、22歳）   | 藤原雅房（従四位上、左中弁、22歳）   |
| 後西   | 明暦2年7月14日     | 1656 | 藤原資煕（従四位上、左中弁、22歳）   | ー                                   |
| 後西   | 明暦2年7月16日     | 1656 | 藤原資煕（従四位上、左中弁、22歳）   | 藤原兼茂（従四位下、右中弁、21歳）   |
| 後西   | 万治元年10月19日   | 1658 | ー                                   | 藤原兼茂（従四位下、右中弁、21歳）   |
| 後西   | 万治元年10月26日   | 1658 | 藤原実道（正四位下、左中将、23歳）   | 藤原兼茂（従四位下、右中弁、21歳）   |
| 後西   | 万治2年12月22日    | 1659 | 藤原実道（正四位下、左中将、23歳）   | ー                                   |
| 後西   | 万治2年12月25日    | 1659 | 藤原実道（正四位下、左中将、23歳）   | 藤原昭房（従四位下、権右中弁、22歳） |
| 後西   | 万治3年9月17日     | 1660 | ー                                   | 藤原昭房（従四位下、権右中弁、22歳） |
| 後西   | 万治3年9月27日     | 1660 | 藤原頼孝（従四位下、左中弁、17歳）   | 藤原昭房（従四位下、権右中弁、22歳） |
| 後西   | 寛文2年12月14日    | 1662 | 藤原頼孝（従四位下、左中弁、17歳）   | 藤原経慶（従四位下、左中弁、19歳）   |
| 霊元   | 寛文3年1月26日     | 1663 | 藤原頼孝（正四位上、右大弁、20歳）   | 藤原経慶（従四位下、左中弁、20歳）   |
| 霊元   | 寛文3年5月19日     | 1663 | ー                                   | 藤原経慶（従四位下、左中弁、20歳）   |
| 霊元   | 寛文3年5月20日     | 1663 | 藤原貞光（従四位下、右中弁、21歳）   | 藤原経慶（従四位下、左中弁、20歳）   |
| 霊元   | 寛文3年8月8日      | 1663 | 藤原貞光（従四位下、右中弁、21歳）   | ー                                   |
| 霊元   | 寛文3年8月10日     | 1663 | 藤原貞光（従四位下、右中弁、21歳）   | 藤原光雄（従四位下、右中弁、17歳）   |
| 霊元   | 寛文6年10月17日    | 1666 | 藤原定淳（正四位下、右中将、22歳）   | 藤原光雄（従四位下、右中弁、17歳）   |
| 霊元   | 寛文9年11月26日    | 1669 | 藤原定淳（正四位下、右中将、22歳）   | ー                                   |
| 霊元   | 寛文9年12月18日    | 1670 | ー                                   | ー                                   |
| 霊元   | 寛文9年12月20日    | 1670 | 藤原方長（従四位下、右中弁、22歳）   | ー                                   |
| 霊元   | 寛文9年12月30日    | 1670 | 藤原方長（従四位下、右中弁、22歳）   | 藤原隆尹（従四位上、左中将、25歳）   |
| 霊元   | 寛文12年6月8日     | 1672 | 藤原資廉（正四位上、左中弁、29歳）   | 藤原隆尹（従四位上、左中将、25歳）   |
| 霊元   | 寛文13年1月19日    | 1673 | 藤原資茂（正四位上、左中弁、24歳）   | 藤原公量（正四位下、左中将、23歳）   |
| 霊元   | 延宝2年2月8日      | 1674 | ー                                   | 藤原公量（正四位下、左中将、23歳）   |
| 霊元   | 延宝2年2月15日     | 1674 | 藤原淳房（従四位下、権右中弁、23歳） | 藤原公量（正四位下、左中将、23歳）   |
| 霊元   | 延宝5年閏12月11日  | 1678 | 藤原基量（正四位下、左中将、25歳）   | 源重条（従四位上、右中将、28歳）     |
| 霊元   | 延宝7年12月17日    | 1680 | 藤原宗顕（正四位下、左中将、22歳）   | 源重条（従四位上、右中将、28歳）     |
| 霊元   | 延宝8年7月29日     | 1680 | 藤原宗顕（正四位下、左中将、22歳）   | ー                                   |
| 霊元   | 延宝9年1月25日     | 1681 | 藤原宗顕（正四位下、左中将、22歳）   | 藤原隆真（正四位下、右中将、22歳）   |
| 霊元   | 天和元年11月21日   | 1681 | 源重条（正四位上、右中将、32歳）     | 藤原隆真（正四位下、右中将、22歳）   |
| 霊元   | 天和2年12月24日    | 1683 | ー                                   |                                      |
| 霊元   | 天和3年1月13日     | 1683 | 藤原篤親（正四位下、左中将、28歳）   | 藤原熈定（従四位下、左中弁、22歳）   |
| 霊元   | 貞享元年10月23日   | 1684 | ー                                   | 藤原熈定（従四位下、左中弁、22歳）   |
| 霊元   | 貞享元年10月29日   | 1684 | 藤原俊方（従四位下、左中弁、23歳）   | 藤原熈定（従四位下、左中弁、22歳）   |
| 霊元   | 貞享元年11月1日    | 1684 | 藤原俊方（従四位下、左中弁、23歳）   | 藤原基勝（従四位上、左中将、22歳）   |
| 東山   | 貞享4年3月21日     | 1687 | 藤原基勝（正四位上、左中将、25歳）   | 藤原俊方（正四位上、右大弁、26歳）   |
| 東山   | 貞享4年12月29日    | 1688 | ー                                   | 藤原俊方（正四位上、右大弁、26歳）   |
| 東山   | 貞享4年12月30日    | 1688 | 藤原頼重（従四位下、右大弁、19歳）   | ー                                   |
| 東山   | 貞享5年2月14日     | 1688 | 藤原頼重（従四位下、右大弁、19歳）   | 藤原定経（正四位下、右中将、33歳）   |
| 東山   | 元禄4年3月2日      | 1691 | ー                                   | 藤原定経（正四位下、右中将、33歳）   |
| 東山   | 元禄4年3月8日      | 1691 | 藤原輔長（従四位下、左中弁、17歳）   | 藤原定経（正四位下、右中将、33歳）   |
| 東山   | 元禄5年12月27日    | 1693 | 藤原輔長（従四位下、左中弁、17歳）   | ー                                   |
| 東山   | 元禄5年12月28日    | 1693 | 藤原輔長（従四位下、左中弁、17歳）   | 藤原尹隆（従四位下、左中弁、17歳）   |
| 東山   | 元禄7年12月17日    | 1695 | ー                                   | 藤原尹隆（従四位下、左中弁、17歳）   |
| 東山   | 元禄7年12月23日    | 1695 | 藤原俊清（従四下、左中弁、28歳）     | 藤原尹隆（従四位下、左中弁、17歳）   |
| 東山   | 元禄9年12月28日    | 1697 | 藤原俊清（従四下、左中弁、28歳）     | 藤原宣顕（従四位下、右中弁、35歳）   |
| 東山   | 元禄11年8月10日    | 1698 | ー                                   | 藤原宣顕（従四位下、右中弁、35歳）   |
| 東山   | 元禄11年8月27日    | 1698 | 藤原基長（正四位下、左中将、24歳）   | 藤原宣顕（従四位下、右中弁、35歳）   |
| 東山   | 元禄12年9月4日     | 1699 | 藤原基長（正四位下、左中将、24歳）   | ー                                   |
| 東山   | 元禄12年9月6日     | 1699 | 藤原基長（正四位下、左中将、24歳）   | 藤原隆長（正四位下、左中将、28歳）   |
| 東山   | 元禄13年8月7日     | 1700 | ー                                   | 藤原隆長（正四位下、左中将、28歳）   |
| 東山   | 元禄13年8月9日     | 1700 | 藤原輝光（従四位下、左中弁、31歳）   | 藤原隆長（正四位下、左中将、28歳）   |
| 東山   | 元禄16年12月22日   | 1704 | ー                                   | ー                                   |
| 東山   | 元禄16年12月23日   | 1704 | 藤原兼親（従四位上、右中将、20歳）   | 藤原兼廉（従四位下、左中弁、26歳）   |
| 東山   | 宝永3年2月11日     | 1706 | ー                                   | 藤原兼廉（従四位下、左中弁、26歳）   |
| 東山   | 宝永3年2月12日     | 1706 | 藤原実紀（正四位下、左権中将、28歳） | 藤原尚房（従四位下、左中弁、25歳）   |
| 東山   | 宝永3年12月25日    | 1706 | 藤原隆典（正四位下、右権中将、23歳） | 藤原尚房（従四位下、左中弁、25歳）   |
| 東山   | 宝永5年12月21日    | 1709 | 藤原尚長（従四位下、左中弁、24歳）   | 藤原尚房（従四位下、左中弁、25歳）   |
| 中御門 | 宝永6年6月21日     | 1709 | 藤原尚房（正四位上、右大弁、28歳）   | 藤原尚長（正四位上、左中弁、25歳）   |
| 中御門 | 正徳元年2月28日    | 1711 | 藤原基香（従四位上、左中将、21歳）   | 藤原尚長（正四位上、左中弁、25歳）   |
| 中御門 | 正徳4年6月26日     | 1714 | 藤原基香（従四位上、左中将、21歳）   | ー                                   |
| 中御門 | 正徳4年7月13日     | 1714 | 藤原基香（従四位上、左中将、21歳）   | 藤原治房（従四位下、右中弁、25歳）   |
| 中御門 | 正徳5年11日25日    | 1715 | ー                                   | 藤原治房（従四位下、右中弁、25歳）   |
| 中御門 | 正徳5年12日1日     | 1715 | 源重孝（正四位下、右中将、24歳）     | 藤原治房（従四位下、右中弁、25歳）   |
| 中御門 | 享保2年2月25日     | 1717 | 源重孝（正四位下、右中将、24歳）     | 藤原隆成（正四位下、左中将、42歳）   |
| 中御門 | 享保3年6月4日      | 1718 | 藤原光栄（従四位下、右中弁、30歳）   | 藤原隆成（正四位下、左中将、42歳）   |
| 中御門 | 享保4年6月1日      | 1719 | 藤原光栄（従四位下、右中弁、30歳）   | ー                                   |
| 中御門 | 享保4年6月2日      | 1719 | 藤原光栄（従四位下、右中弁、30歳）   | 藤原高顕（従四位下、右中弁、25歳）   |
| 中御門 | 享保4年9月15日     | 1719 | 藤原資時（従四位上、左中弁、30歳）   | 藤原高顕（従四位下、右中弁、25歳）   |
| 中御門 | 享保7年6月7日      | 1722 | ー                                   | 藤原高顕（従四位下、右中弁、25歳）   |
| 中御門 | 享保7年6月11日     | 1722 | 藤原頼胤（従四位下、右中弁、26歳）   | 藤原高顕（従四位下、右中弁、25歳）   |
| 中御門 | 享保8年2月13日     | 1723 | 藤原頼胤（従四位下、右中弁、26歳）   | ー                                   |
| 中御門 | 享保8年2月23日     | 1723 | 藤原頼胤（従四位下、右中弁、26歳）   | 藤原実武（正四位下、左権中将、29歳） |
| 中御門 | 享保9年3月25日     | 1724 | ー                                   | 藤原実武（正四位下、左権中将、29歳） |
| 中御門 | 享保9年4月1日      | 1724 | 藤原俊将（従四位下、左中弁、26歳）   | 藤原実武（正四位下、左権中将、29歳） |
| 中御門 | 享保9年12月22日    | 1725 | 藤原俊将（従四位下、左中弁、26歳）   | ー                                   |
| 中御門 | 享保9年12月23日    | 1725 | 藤原俊将（従四位下、左中弁、26歳）   | 藤原隆兼（正四位下、右権中将、29歳） |
| 中御門 | 享保13年10月3日    | 1728 | ー                                   | ー                                   |
| 中御門 | 享保13年10月5日    | 1728 | 藤原定種（正四位下、右権中将、33歳） | 藤原宣誠（従四位下、左中弁、38歳）   |
| 中御門 | 享保15年11月17日   | 1730 | 藤原定種（正四位下、右権中将、33歳） | ー                                   |
| 中御門 | 享保15年12月26日   | 1731 | 藤原栄親（正四位下、左権中将、22歳） | ー                                   |
| 中御門 | 享保16年2月28日    | 1731 | 藤原栄親（正四位下、左権中将、22歳） | 藤原実全（正四位下、右権中将、33歳） |
| 中御門 | 享保17年4月20日    | 1732 | 藤原稙房（従四位下、左中弁、28歳）   | 藤原実全（正四位下、右権中将、33歳） |
| 中御門 | 享保18年12月21日   | 1734 | 藤原稙房（従四位下、左中弁、28歳）   | ー                                   |
| 中御門 | 享保18年12月22日   | 1734 | 藤原稙房（従四位下、左中弁、28歳）   | 藤原基楨（正四位下、左権中将、28歳） |
| 中御門 | 享保19年1月21日    | 1734 | ー                                   | 藤原基楨（正四位下、左権中将、28歳） |
| 中御門 | 享保19年1月24日    | 1734 | 藤原秀定（従四位下、左中弁、26歳）   | 藤原基楨（正四位下、左権中将、28歳） |
| 桜町   | 享保20年3月21日    | 1735 | 藤原基楨（正四位上、左中将、30歳）   | 藤原秀定（正四位上、右大弁、27歳）   |
| 桜町   | 享保20年4月8日     | 1735 | 藤原光綱（従四位下、左中弁、25歳）   | 藤原秀定（正四位上、右大弁、27歳）   |
| 桜町   | 享保20年11月12日   | 1735 | 藤原光綱（従四位下、左中弁、25歳）   | ー                                   |
| 桜町   | 享保20年11月14日   | 1735 | 藤原光綱（従四位下、左中弁、25歳）   | 藤原兼胤（従四位下、権左中弁、21歳） |
| 桜町   | 元文2年9月22日     | 1737 | ー                                   | 藤原兼胤（従四位下、権左中弁、21歳） |
| 桜町   | 元文2年9月23日     | 1737 | 源重熈（正四位下、右権中将、21歳）   | 藤原兼胤（従四位下、権左中弁、21歳） |
| 桜町   | 元文3年5月25日     | 1738 | 源重熈（正四位下、右権中将、21歳）   | ー                                   |
| 桜町   | 元文3年5月27日     | 1738 | 源重熈（正四位下、右権中将、21歳）   | 藤原規長（従四位下、左中弁、26歳）   |
| 桜町   | 元文5年1月28日     | 1740 | ー                                   | 藤原規長（従四位下、左中弁、26歳）   |
| 桜町   | 元文5年2月2日      | 1740 | 藤原公文（正四位下、右権中将、28歳） | ー                                   |
| 桜町   | 元文5年2月10日     | 1740 | 藤原公文（正四位下、右権中将、28歳） | 藤原顕道（従四位下、左中弁、24歳）   |
| 桜町   | 元文6年2月10日     | 1741 | ー                                   | 藤原顕道（従四位下、左中弁、24歳）   |
| 桜町   | 元文6年2月12日     | 1741 | 藤原隆熙（正四位上、左権中将、29歳） | 藤原顕道（従四位下、左中弁、24歳）   |
| 桜町   | 寛保2年10月4日     | 1742 | ー                                   | ー                                   |
| 桜町   | 寛保2年10日5日     | 1742 | 藤原基望（正四位下、左権中将、21歳） | 藤原頼要（従四位下、右中弁、28歳）   |
| 桜町   | 延享元年8月13日    | 1744 | 藤原光胤（従四位下、右中弁、24歳）   | 藤原頼要（従四位下、右中弁、28歳）   |
| 桜町   | 延享3年2月17日     | 1746 | 藤原光胤（従四位下、右中弁、24歳）   | ー                                   |
| 桜町   | 延享3年2月18日     | 1746 | 藤原光胤（従四位下、右中弁、24歳）   | 藤原実連（正四位下、右権中将、27歳） |
| 桜町   | 延享3年10月9日     | 1746 | ー                                   | 藤原実連（正四位下、右権中将、27歳） |
| 桜町   | 延享3年10月13日    | 1746 | 藤原俊逸（従四位下、左中弁、20歳）   | 藤原実連（正四位下、右権中将、27歳） |
| 桃園   | 延享4年5月2日      | 1747 | 藤原実連（正四位上、右権中将、29歳） | 藤原俊逸（正四位上、右中弁、22歳）   |
| 桃園   | 寛延3年1月10日     | 1750 | 藤原隆前（従四位上、左権中将、21歳） | 藤原俊逸（正四位上、右中弁、22歳）   |
| 桃園   | 宝暦2年5月1日      | 1752 | 藤原隆前（従四位上、左権中将、21歳） | ー                                   |
| 桃園   | 宝暦2年5月2日      | 1752 | 藤原隆前（従四位上、左権中将、21歳） | 藤原益房（従四位下、右中弁、17歳）   |
| 桃園   | 宝暦6年5月10日     | 1753 | 藤原愛親（正四位下、右権中将、16歳） | 藤原韶房（従四位下、右中弁、28歳）   |
| 桃園   | 宝暦11年2月18日    | 1761 | ー                                   | ー                                   |
| 桃園   | 宝暦11年2月19日    | 1761 | 藤原宗済（正四位下、右権中将、22歳） | 藤原資枝（従四位下、左中弁、24歳）   |
| 桃園   | 宝暦12年1月28日    | 1762 | ー                                   | 藤原資枝（従四位下、左中弁、24歳）   |
| 桃園   | 宝暦12年2月1日     | 1762 | 藤原隆望（正四位下、左権中将、38歳） | 藤原資枝（従四位下、左中弁、24歳）   |
| 後桜町 | 宝暦13年7月27日    | 1763 | 藤原資枝（正四位上、左大弁、27歳）   | 藤原隆望（正四位上、左権中将、39歳） |
| 後桜町 | 宝暦13年12月4日    | 1763 | 藤原定興（正四位下、右権中将、32歳） | 藤原隆望（正四位上、左権中将、39歳） |
| 後桜町 | 明和元年8月7日     | 1764 | 藤原定興（正四位下、右権中将、32歳） | 藤原俊臣（従四位下、左中弁、25歳）   |
| 後桜町 | 明和2年6月19日     | 1765 | 藤原公明（正四位下、右権中将、22歳） | 藤原俊臣（従四位下、左中弁、25歳）   |
| 後桜町 | 明和2年6月28日     | 1765 | 藤原公明（正四位下、右権中将、22歳） | 藤原伊光（従四位下、左中弁、21歳）   |
| 後桜町 | 明和5年9月20日     | 1768 | 藤原紀光（従四位下、左中弁、23歳）   | 藤原伊光（従四位下、左中弁、21歳）   |
| 後桜町 | 明和5年12月4日     | 1769 | 藤原紀光（従四位下、左中弁、23歳）   | 藤原隆建（正四位下、右権中将、28歳） |
| 後桃園 | 明和7年11月24日    | 1770 | 藤原隆建（正四位上、右権中将、30歳） | 藤原紀光（正四位上、左大弁、25歳）   |
| 後桃園 | 明和8年12月4日     | 1772 | 藤原基辰（正四位下、左権中将、29歳） | 藤原実古（正四位下、右権中将、21歳） |
| 後桃園 | 明和9年2月14日     | 1772 | 藤原光祖（従四位上、左中弁、27歳）   | 藤原資矩（従四位下、右中弁、17歳）   |
| 後桃園 | 安永4年閏12月2日   | 1776 | 藤原経逸（正四位上、左中弁、28歳）   | 藤原資矩（従四位下、右中弁、17歳）   |
| 後桃園 | 安永7年1月10日     | 1778 | 藤原経逸（正四位上、左中弁、28歳）   | 藤原篤長（従四位下、右中弁、30歳）   |
| 後桃園 | 安永8年5月4日      | 1779 | 藤原忠尹（正四位上、右権中将、24歳） | 藤原篤長（従四位下、右中弁、30歳）   |
| 光格   | 安永8年11月25日    | 1780 | 藤原忠尹（正四位上、右権中将、24歳） | 藤原篤長（正四位上、右大弁、31歳）   |
| 光格   | 天明元年12月14日   | 1782 | 藤原隆彭（正四位下、左権中将、23歳） | 藤原頼熈（従四位下、左中弁、32歳）   |
| 光格   | 天明5年8月17日     | 1785 | 藤原基理（正四位下、右権中将、28歳） | 藤原俊親（従四位下、左中弁、29歳）   |
| 光格   | 寛政元年5月22日    | 1789 | 藤原昶定（従四位下、左中弁、28歳）   | 藤原良顕（従四位下、右中弁、25歳）   |
| 光格   | 寛政4年10月27日    | 1792 | 源通知（正四位下、左権中将、22歳）   | 藤原胤定（従四位下、左中弁、23歳）   |
| 光格   | 寛政7年1月26日     | 1795 | ー                                   | 藤原胤定（従四位下、左中弁、23歳）   |
| 光格   | 寛政7年1月28日     | 1795 | 藤原実光（正四位下、左権中将、19歳） | 藤原胤定（従四位下、左中弁、23歳）   |
| 光格   | 寛政8年4月24日     | 1796 | 藤原実光（正四位下、左権中将、19歳） | 藤原均光（従四位下、左中弁、25歳）   |
| 光格   | 寛政8年11月22日    | 1796 | ー                                   | 藤原均光（従四位下、左中弁、25歳）   |
| 光格   | 寛政8年11月28日    | 1796 | 藤原忠頼（正四位下、右権中将、19歳） | 藤原均光（従四位下、左中弁、25歳）   |
| 光格   | 寛政10年5月7日     | 1798 | ー                                   | 藤原均光（従四位下、左中弁、25歳）   |
| 光格   | 寛政10年5月13日    | 1798 | 藤原頼寿（従四位下、左中弁、22歳）   | 藤原均光（従四位下、左中弁、25歳）   |
| 光格   | 寛政11年3月16日    | 1799 | 藤原頼寿（従四位下、左中弁、22歳）   | 藤原資董（従四位下、右中弁、28歳）   |
| 光格   | 享和2年2月11日     | 1802 | ー                                   | 藤原資董（従四位下、右中弁、28歳）   |
| 光格   | 享和2年2月17日     | 1802 | 藤原国長（従四位下、権右中弁、32歳） | 藤原資董（従四位下、右中弁、28歳）   |
| 光格   | 文化元年4月1日     | 1804 | 藤原国長（従四位下、権右中弁、32歳） | ー                                   |
| 光格   | 文化元年4月16日    | 1804 | 藤原国長（従四位下、権右中弁、32歳） | 源重能（正四位下、左権中将、23歳）   |
| 光格   | 文化2年6月23日     | 1805 | ー                                   | 源重能（正四位下、左権中将、23歳）   |
| 光格   | 文化2年6月27日     | 1805 | 藤原資愛（従四位下、権右中弁、26歳） | 源重能（正四位下、左権中将、23歳）   |
| 光格   | 文化5年3月10日     | 1808 | 藤原資愛（従四位下、権右中弁、26歳） | ー                                   |
| 光格   | 文化5年3月14日     | 1808 | 藤原資愛（従四位下、権右中弁、26歳） | 藤原隆純（正四位下、右権中将、34歳） |
| 光格   | 文化7年2月1日      | 1810 | ー                                   | 藤原隆純（正四位下、右権中将、34歳） |
| 光格   | 文化7年2月5日      | 1810 | 藤原建房（従四位下、右中弁、31歳）   | 藤原隆純（正四位下、右権中将、34歳） |
| 光格   | 文化10年5月11日    | 1813 | 藤原建房（従四位下、右中弁、31歳）   | ー                                   |
| 光格   | 文化10年5月18日    | 1813 | 藤原建房（従四位下、右中弁、31歳）   | 藤原定成（正四位下、右権中将、40歳） |
| 光格   | 文化11年4月5日     | 1814 | ー                                   | 藤原定成（正四位下、右権中将、40歳） |
| 光格   | 文化11年4月10日    | 1814 | 藤原俊明（従四位下、左中弁、33歳）   | 藤原定成（正四位下、右権中将、40歳） |
| 光格   | 文化12年2月26日    | 1815 | 藤原俊明（従四位下、左中弁、33歳）   | ー                                   |
| 仁孝   | 文化14年9月21日    | 1817 | 藤原俊明（正四位上、左大弁、36歳）   | ー                                   |
| 仁孝   | 文化14年11月22日   | 1817 | 藤原俊明（正四位上、左大弁、36歳）   | 藤原基仲（正四位下、左権中将、38歳） |
| 仁孝   | 文政元年12月8日    | 1819 | 藤原俊明（正四位上、左大弁、36歳）   | ー                                   |
| 仁孝   | 文政元年12月9日    | 1819 | 藤原俊明（正四位上、左大弁、36歳）   | 藤原経則（従四位下、左中弁、32歳）   |
| 仁孝   | 文政2年8月19日     | 1819 | ー                                   | 藤原経則（従四位下、左中弁、32歳）   |
| 仁孝   | 文政2年8月22日     | 1819 | 藤原光成（従四位下、右中弁、23歳）   | 藤原経則（従四位下、左中弁、32歳）   |
| 仁孝   | 文政4年3月21日     | 1821 | 藤原光成（従四位下、右中弁、23歳）   | 藤原経則（従四位下、左中弁、32歳）   |
| 仁孝   | 文政4年3月27日     | 1821 | 藤原光成（従四位下、右中弁、23歳）   | 藤原基茂（正四位下、右権中将、29歳） |
| 仁孝   | 文政7年4月26日     | 1824 | 藤原光成（従四位下、右中弁、23歳）   | 藤原基茂（正四位下、右権中将、29歳） |
| 仁孝   | 文政7年5月7日      | 1824 | 藤原顕孝（従四位下、左中弁、29歳）   | 藤原基茂（正四位下、右権中将、29歳） |
| 仁孝   | 文政7年6月19日     | 1824 | 藤原顕孝（従四位下、左中弁、29歳）   | ー                                   |
| 仁孝   | 文政7年7月2日      | 1824 | 藤原顕孝（従四位下、左中弁、29歳）   | 藤原共福（従四位下、左中弁、32歳）   |
| 仁孝   | 文政10年5月27日    | 1827 | ー                                   | 藤原共福（従四位下、左中弁、32歳）   |
| 仁孝   | 文政10年6月1日     | 1827 | 藤原隆光（従四位下、右中弁、35歳）   | 藤原共福（従四位下、左中弁、32歳）   |
| 仁孝   | 文政10年12月19日   | 1828 | 藤原隆光（従四位下、右中弁、35歳）   | ー                                   |
| 仁孝   | 文政10年12月25日   | 1828 | 藤原隆光（従四位下、右中弁、35歳）   | 源重基（正四位下、左権中将、29歳）   |
| 仁孝   | 天保2年12月10日    | 1832 | ー                                   | 源重基（正四位下、左権中将、29歳）   |
| 仁孝   | 天保3年1月27日     | 1832 | ー                                   | ー                                   |
| 仁孝   | 天保3年2月3日      | 1832 | 藤原正房（従四位下、右中弁、31歳）   |                                      |
| 仁孝   | 天保5年7月8日      | 1834 | 藤原正房（従四位下、右中弁、31歳）   | 藤原忠能（正四位下、右権中将、26歳） |
| 仁孝   | 天保9年7月16日     | 1838 | ー                                   | 藤原忠能（正四位下、右権中将、26歳） |
| 仁孝   | 天保9年7月24日     | 1838 | 藤原光政（従四位下、左中弁、27歳）   | 藤原忠能（正四位下、右権中将、26歳） |
| 仁孝   | 天保11年3月27日    | 1840 | 藤原光政（従四位下、左中弁、27歳）   | ー                                   |
| 仁孝   | 天保11年4月5日     | 1840 | 藤原光政（従四位下、左中弁、27歳）   | 藤原愛長（従四位下、右中弁、34歳）   |
| 仁孝   | 弘化元年12月22日   | 1845 | ー                                   | 藤原愛長（従四位下、右中弁、34歳）   |
| 仁孝   | 弘化元年12月25日   | 1845 | 藤原俊克（従四位下、右中弁、43歳）   | 藤原愛長（従四位下、右中弁、34歳）   |
| 孝明   | 弘化3年2月13日     | 1846 | 藤原愛長（正四位上、右大弁、40歳）   | 藤原俊克（正四位上、左中弁、45歳）   |
| 孝明   | 弘化4年12月17日    | 1848 | 藤原資宗（従四位下、権右中弁、33歳） | 藤原俊克（正四位上、左中弁、45歳）   |
| 孝明   | 嘉永3年3月4日      | 1850 | 藤原資宗（従四位下、権右中弁、33歳） | ー                                   |
| 孝明   | 嘉永3年3月11日     | 1850 | 藤原資宗（従四位下、権右中弁、33歳） | 源重胤（正四位下、右中将、30歳）     |
| 孝明   | 嘉永5年10月9日     | 1852 | ー                                   | 源重胤（正四位下、右中将、30歳）     |
| 孝明   | 嘉永5年10月11日    | 1852 | 藤原光愛（従四位下、左中弁、35歳）   | 源重胤（正四位下、右中将、30歳）     |
| 孝明   | 嘉永6年5月15日     | 1853 | 藤原光愛（従四位下、左中弁、35歳）   | ー                                   |
| 孝明   | 嘉永6年5月21日     | 1853 | 藤原光愛（従四位下、左中弁、35歳）   | 藤原胤保（従四位下、右中弁、35歳）   |
| 孝明   | 安政4年5月15日     | 1857 | 藤原長順（従四位下、左中弁、38歳）   | 藤原胤保（従四位下、右中弁、35歳）   |
| 孝明   | 安政5年9月26日     | 1858 | ー                                   | 藤原胤保（従四位下、右中弁、35歳）   |
| 孝明   | 安政5年10月7日     | 1858 | 藤原経之（従四位下、右中弁、39歳）   | 藤原胤保（従四位下、右中弁、35歳）   |
| 孝明   | 安政6年9月20日     | 1859 | 藤原経之（従四位下、右中弁、39歳）   | ー                                   |
| 孝明   | 安政6年9月27日     | 1859 | 藤原経之（従四位下、右中弁、39歳）   | 藤原長順（正四位上、右大弁、40歳）   |
| 孝明   | 万延元年10月14日   | 1860 | ー                                   | 藤原長順（正四位上、右大弁、40歳）   |
| 孝明   | 文久元年3月27日    | 1861 | 藤原経之（正四位上、左中弁、42歳）   | 藤原長順（正四位上、右大弁、40歳）   |
| 孝明   | 文久元年11月22日   | 1861 | ー                                   | 藤原長順（正四位上、右大弁、40歳）   |
| 孝明   | 文久元年11月23日   | 1861 | 藤原豊房（従四位下、右中弁、40歳）   | 藤原長順（正四位上、右大弁、40歳）   |
| 孝明   | 文久3年3月25日     | 1863 | 藤原豊房（従四位下、右中弁、40歳）   | 藤原経之（正四位上、左中弁、44歳）   |
| 孝明   | 元治元年3月23日    | 1864 | 藤原豊房（従四位下、右中弁、40歳）   | ー                                   |
| 孝明   | 元治元年3月25日    | 1864 | 藤原豊房（従四位下、右中弁、40歳）   | 藤原勝長（従四位下、右権中将、37歳） |
| 明治   | 慶応3年1月9日      | 1867 | 藤原豊房（正四位上、右大弁、46歳）   | 藤原勝長（正四位上、左中弁、39歳）   |
| 明治   | 慶応3年9月27日     | 1867 | 藤原博房（正四位下、右大弁、44歳）   | 藤原勝長（正四位上、左中弁、39歳）   |
| 明治   | 慶応3年11月4日     | 1867 | ー                                   | 藤原勝長（正四位上、左中弁、39歳）   |
| 明治   | 慶応4年閏4月21日   | 1868 |                                      | ー                                   |